# Didattica acquisizionale
La didattica acquisizionale è un sotto-campo della glottodidattica, che a sua volta è una scienza interdisciplinare che studia e insegna i vari approcci e metodi per insegnare in classe o da autodidatti una lingua. La didattica acquisizionale in particolare fa uso delle conoscenze dell'acquisizione della lingua madre (L1) e ancora di più della linguistica acquisizionale delle lingue seconde (L2), per cui utilizza in modo concreto un corpus di conoscenze che altrimenti, secondo l'opinione di Krashen, resterebbe confinato alla linguistica teorica. La didattica acquisizionale fa anche uso della psico-pedagogia e della didattica. Attraverso i suoi fondamenti, la didattica acquisizionale ha istituito l'approccio naturale o "approccio umanistico-affettivo" nella sua versione moderna; esso contiene tutti i vari metodi naturali o "metodi biologici" o "metodi umanistico-affettivi" di insegnare una lingua, per cui lo studio delle regole grammaticali è messo quasi interamente a margine.
In quanto la didattica acquisizionale si fonda sulla linguistica acquisizionale delle L2, essa si occupa di fare acquisire una L2 e di svilupparne competenze e fluenza richiamate dalla memoria procedurale invece che conoscenze grammaticali apprese e note in modo esplicito (ad esempio attraverso la spiegazione esplicita e memorizzazione delle regole grammaticali, il loro richiamo dalla memoria dichiarativa, lo svolgimento dei drill e dei esercizi classici di grammatica e perfino la discussione delle regole grammaticali fatte indovinare a intuito attraverso il problem solving e l'induzione.
Tra i fondamenti sia della didattica acquisizionale che dell'acquisizione delle lingue straniere in particolare si contano le ipotesi di Krashen, che spiegano che gli esseri umani acquisiscono una lingua (L1 o L2) allo stesso modo: attraverso l'esposizione a dosi massicce di input linguistico reso comprensibile. La didattica acquisizionale riporta il percorso caotico di acquisizione di una L2 dal contesto informale a un ambiente controllato e formale, quello della classe, in cui l'input viene sistematicamente trattato e reso comprensibile dal docente con delle strategie apposite. I fondamenti teorici dell'acquisizione delle L2 sono insegnabili in classe per sviluppare la capacità metacognitiva dei discenti.

## Dagli approcci tradizionali a quello naturale
Dal punto di vista storico, lo "studio" della lingua è un fenomeno recente nella Storia dell'umanità, siccome le lingue nei secoli più remoti si acquisivano, per esempio durante gli scambi commerciali tra diversi popoli. Lo studio attraverso il metodo classico formalista, basato sullo studio verticale delle regole grammaticali astratte, è stato istituito per lo studio della lingua latina classica durante il Rinascimento, nel momento in cui il latino post-classico ha perso la sua centralità come interlingua in Europa. A partire dal 1600, sono apparsi i primi testi scolastici di lingue viventi, che però facevano largo uso della L2 invece che della L1; lo studio verticale della grammatica, nonostante l'esistenza di un vasto patrimonio di studi grammaticali risalente al periodo greco e romano, era perlopiù confinato al latino classico. Lo studio delle regole grammaticali del latino comunque era probabilmente indirizzato allo studio dei testi antichi: siccome il latino era un'interlingua effettivamente parlata fino al Rinascimento, gran parte della competenza parlata derivava dall'interscambio linguistico.
Successivamente, lo studio tradizionale delle lingue viventi si è arroccato sullo studio delle regole grammaticali siccome ha ripreso il metodo di studio verticale applicato al latino. Anche il latino si è interamente ridotto allo studio verticale e mnemonico dei paradigmi verbali e delle declinazioni di nomi e aggettivi in quanto non veniva più attivamente usato nella produzione orale e scritta; la causa di questo abbandono progressivo è stata la perdita di importanza nel contesto socio-culturale a partire dal periodo post-rinascimentale, per cui il latino era nei fatti studiato come ginnastica mentale ed era rilegato ormai ai testi del passato. Tra il Settecento e l'Ottocento, i libri di grammatica di lingue viventi come il francese erano basati interamente su regole astratte e esercizi di applicazione delle regole, quindi promuovevano un metodo di studio usato in origine solo per lo studio specificatamente dei testi antichi in latino classico. Inoltre, nell'Ottocento non era ancora nata la linguistica acquisizionale.
La nascita e diffusione dell'approccio naturale/diretto/informale formalizzato, da cui derivano i vari metodi informali, si registra solo a partire dal 1901. Tuttavia, questi primi metodi naturali formalizzati non erano basati sulle ricerche sulla linguistica acquisizionale delle lingue straniere, per cui sono pionieristici e pre-moderni. Il primo metodo naturale che fa dunque capo all'approccio naturale è detto "Natural Method" ed è attestato nel rapporto del Comitato dei Dodici (Committee of Twelve) della Modern Language Association negli Stati Uniti. Il Natural Method si basa su monologhi del docente in lingua straniera con delle sessioni di intermezzo di domande tra docente e discente; il docente rendeva il monologo comprensibile attraverso la pantomima ("pantomime", dunque la gestualità), gli oggetti concreti ("realia") e diagrammi e tabelle ("diagrams and charts"). In tal modo, il discente associava ogni parola in L2 al suo significato. Soltanto dopo un primo periodo si approdava al testo scritto e soltanto alla fine si approdava allo studio della grammatica. Un altro metodo naturale, detto "Psychological Method", era pressoché identico. Sempre a inizio Novecento, è nato il Reading Method, anch'esso non basato sulla linguistica acquisizionale; il Reading Method, formalizzato nel Modern Foreign Language Study coordinato da Algernon Coleman e sponsorizzato dalla Carnegie Corporation, spiegava che lo sviluppo di competenze da parte del discente era proporzionale alla quantità di letture svolte in L2, per cui lo studio consigliava di aumentare la quantità di letture da svolgere in silenzio dentro e fuori dall'aula invece di svolgere esercizi di studio della grammatica e traduzione. Il volume più importante di questo studio è "The Teaching of Foreign Modern Languages in the United States". Tuttavia, in contesto scolastico statunitense (in cui le lingue non erano ancora una materia centrale) si usava ancora il metodo tradizionale, basato perlopiù sullo studio mnemonico delle regole grammaticali, delle eccezioni e delle frasi esempio.
Durante la Seconda Guerra Mondiale, il metodo tradizionale entrò in crisi siccome i soldati al fronte si resero conto di avere problemi di comunicazione con le lingue straniere nonostante le avessero studiate a scuola. Il fallimento comunicativo era causato dal fatto che i metodi tradizionali non preparano alla comunicazione nei contesti reali/della vita quotidiana. Contestualmente, l'Esercito Statunitense aveva bisogno di soldati addestrati nelle lingue straniere, in particolare nelle lingue parlate in Asia e nel Pacifico, che erano di appannaggio dei linguisti in quanto erano state descritte solo di recente. I linguisti hanno dunque inventato il metodo audio-linguistico che, pur essendo un metodo tradizionale, fa un largo uso di dialoghi fatti leggere in classe e basati su situazioni quotidiane che venivano commentati e fatti studiare. Dunque univa la conoscenza della grammatica e l'uso di drill orali a un lavoro sistematico di fornitura di input comprensibile. La produzione orale precedeva la produzione scritta. Il metodo audiolinguistico, che è ancora un metodo tradizionale ma che per la prima volta introduce l'input comprensibile, diventò un'istituzione negli Stati Uniti durante la guerra fredda: dopo il lancio del primo satellite nello spazio, lo Sputnik 1, il Congresso statunitense approvò nel 1958 il National Defense Education Act (NDEA). Questa legge, approvata sotto al mandato di Eisenhower, veniva sancita l'importanza dello studio delle lingue e più in generale lo sviluppo delle risorse mentali dei giovani e tecniche nell'ambito della sicurezza e della difesa nazionale.
A partire dal 1974 circa, sono iniziati gli studi sull'acquisizione delle L2 condotti da vari autori tra cui Krashen. A partire da questi studi, sono stati formalizzati i metodi naturali moderni, che fanno sempre capo all'approccio naturale. Uno dei primi a nascere è stato proprio il Natural Approach (dove "approccio" è inteso come "metodo"), sviluppato dal linguista Tracy Terrell nel 1977 e ha cui ha dato ulteriori contributi Krashen; il testo fondamentale che riguarda questo metodo è "The Natural Approach: Language Acquisition in the Classroom", pubblicato dai due autori nel 1983.

## L'input ottimale
L'input "ottimale per l'acquisizione" è l'elemento fondamentale di ogni metodo classificato sotto l'approccio naturale e derivante dalla didattica acquisizionale. L'input ottimale è un input reso comprensibile da parte dell'interlocutore, per cui il discente riesce a comprendere facilmente o riesce ad avvicinarsi al significato entro pochi tentativi. L'input comprensibile si dice anche "input migliorato" (enhanced input). L'input si rende comprensibile anche senza l'intervento della traduzione in una lingua ponte, per cui il docente può tendenzialmente evitare di fare perno su altre lingue qualora sia possibile. Alcune strategie, in parte analoghe con il baby talk, sono:
- parlare lentamente (cosa che anche il CEFR indica nei livelli pre-A1, A1 e A2) per lasciare ai discenti il tempo di processare il messaggio
- separare bene le parole
- evitare i modi di dire/idiomi
- evitare il lessico raro
- usare frasi brevi[1]
- usare le ripetizioni
- usare le pause (e.g., a fine frase, in corrispondenza di una virgola, in parole o strutture a cui si da enfasi o che sono cognitivamente più complesse)
- usare le onomatopee

Questi mezzi e strategie sono tutte linguistiche. Ai mezzi linguistici si aggiungono i mezzi e strategie extra-linguistiche come:
- disegnare
- proiettare un'immagine o video
- usare i gesti per mimare un oggetto o verbo o avverbio (e.g., cuore, camminare, lentamente)
- usare le espressioni del viso e il linguaggio del corpo (e.g., per spiegare alcuni aggettivi qualificativi tra cui le emozioni)
- usare direttamente l'oggetto reale di cui si parla (uso dei "realia").[1] L'oggetto o concetto può essere presente fisicamente in aula (e.g., "sedia, banco, astuccio, maglietta, scarpa, testa, naso, colore rosso, colore nero...") o essere portato (e.g., portare un sacco di posate quando si fanno acquisire i nomi delle posate).

Il docente o interlocutore è dunque un parlante che, secondo la definizione del CEFR, è "collaborativo".
I programmi televisivi che insegnano le lingue straniere senza input comprensibile sono inutili ai fini dell'acquisizione e la mancanza di input reso comprensibile/migliorato è la causa del fallimento di questi programmi che pure si prefiggono di migliorare le competenze linguistiche del pubblico; anche ascoltare la radio a un livello linguistico da principiante è inutile siccome l'input è comprensibile solo se la lingua straniera è fortemente imparentata con una lingua già nota (e.g., l'ucraino e il bielorusso, derivanti entrambi dall'antico ruteno, hanno un tasso di mutua intelligibilità reciproco dell'80% circa, mentre l'italiano e lo spagnolo sono mutualmente intelligibili al 60% circa); diverso è se la tv e la radio in lingua straniera vengono ascoltate a partire da un livello intermedio. Il docente può chiedere un feedback di conferma (e.g., "Avete capito?") a cui però gli studenti devono rispondere in modo sincero. Dopodiché, l'input ottimale è anche motivante e di interesse al discente perché rilevante in base ai suoi bisogni e passioni; il contenuto può essere talmente trascinante che il discente non presta attenzione consciamente al fatto che il messaggio è posto in lingua straniera. Krashen attacca i pattern drill perché, in base a una ricerca di Lee, McCune e Patton (1970), sono un esercizio strutturale che annoia i discenti, per cui già dopo i primi pattern drill perdono l'attenzione. Anche i dialoghi da memorizzare a ruota sono ritenuti poco motivanti. I classici esercizi di grammatica, per cui viene testata la conoscenza delle regole astratte, oltre a non essere input comprensibile e a non aumentare la fluenza sono esercizi non motivanti.
Sempre riguardo alle caratteristiche dell'input ottimale per l'acquisizione, in ogni singola situazione di produzione di input comprensibile (e.g., una lezione in classe con il metodo acquisizionale), un argomento di grammatica si può ripetere; di contro, se gli argomenti vengono sequenziati, se il discente non capisce l'argomento o non lo segue per un'assenza o disattenzione, l'argomento non viene più ripreso. Per analogia, i libri di grammatica presentano una grammatica già sequenziata e messa in un ordine rigido e inflessibile; se il docente si limita a seguire quest'ordine degli argomenti e lo imposta come syllabus, può creare un danno siccome quest'ordine può non corrispondere all'ordine naturale di acquisizione. Infine, sequenziare/segmentare la grammatica porta a una comunicazione che spesso è artificiale, ingessata, povera, poco naturale e che rischia anche di essere poco interessante e rilevante per i discenti. In sintesi, se non si sequenzia la grammatica a cui si espone il discente nella vasta quantità di input prodotto, secondo l'ipotesi di Krashen il "+1" viene spontaneamente per ogni discente e senza creare ulteriori effetti avversi; l'ordine naturale di acquisizione dunque non andrebbe usato per sequenziare la grammatica in un corso orientato all'acquisizione di una lingua L2, per cui in linea perlomeno teorica non serve nemmeno che l'insegnante conosca l'ordine naturale di acquisizione. Krashen paragona l'input non sequenziato e sequenziato rispettivamente a un colpo di fucile e un colpo di pistola: il colpo di fucile scarica una rosa di proiettili e dunque pratica una rosa di fori su un bersaglio, per cui è più facile reperire il "+1" per ogni discente e dunque centrare il bersaglio, mentre il colpo di pistola crea un foro unico che può non corrispondere al "+1" di uno o più discenti e dunque mancare il bersaglio. Il sequenziamento dell'input è utile se si lavora di apprendimento e non di acquisizione. I risultati delle ricerche sull'ordine naturale di acquisizione di una L2 sono utilizzabili per esempio per capire il tipo di errori che i discenti tendono a commettere, come mai e a che punto del loro percorso acquisizionale sono. Il focus è dunque sulla comunicazione e non all'inserimento deliberato di topic grammaticali, anche seguendo l'ordine naturale di acquisizione (in quanto ha della variabilità al suo interno e in quanto i discenti non sono tutti allo stesso identico livello nel percorso di acquisizione). I topic grammaticali compaiono più volte invece di essere sequenziati per comparire dunque una sola volta o in un gruppo ristretto di occasioni.
L'input ottimale è poi vasto, siccome per esempio non può avvenire acquisizione attraverso i+1 se è troppo scarno; Krashen riporta come esempio di input scarno una lettura pari a un paragrafo o cinque minuti di conversazione. Serve una quantità di input comprensibile sufficiente anche per fare uscire i discenti spontaneamente dal periodo del silenzio che precede la varietà di apprendimento/interlingua pre-basica. Krashen non offre una stima esatta in termini di tempo, ma cita che James Asher ha notato in base a una raccolta di paper che una prima produzione di input comprensibile avviene dopo 10 ore di esposizione tramite il suo metodo glottodidattico, la TPR. Secondo Krashen, questo valore è solo una stima, siccome alcuni discenti sentono il bisogno di parlare prima e altri dopo. Se l'acquisizione avviene fuori dall'aula, un bambino può avere un periodo silenzioso che dura anche 6 mesi siccome l'input da parte dei nativi è disordinato, poco comprensibile e dunque inefficiente; un nativo infatti può non migliorare il proprio input. Esistono inoltre delle stime che indicano in quante ore si padroneggia un livello linguistico (e.g., "Per imparare l'inglese al livello A2, servono circa N ore di studio"), tuttavia queste stime non sono sempre calcolate in base a quanto input ottimale viene fornito in aula in contesto di acquisizione.
Il modo di risolvere gli errori dati da interferenza linguistica con la propria L1 (o con altre lingue straniere già note), secondo Newark e in accordo con Krashen, non è quello di correggere direttamente con lunghe spiegazioni di grammatica astratta (anche coinvolgendo la linguistica comparativa e dunque una comparazione tra L1 e L2 per spingere al transfer positivo). La soluzione è continuare a esporre il discente a input comprensibile con la forma corretta. Infatti, le spiegazioni dirette attivano l'apprendimento e non l'acquisizione.

### L'esposizione al vocabolario
Il vocabolario non è solo l'insieme di tutte le singole parole di una L2 siccome include anche le sequenze formulaiche, cioè delle combinazioni di parole ricorrenti (e.g., verbi frasali, idiomi, convenevoli) il cui significato è talvolta opaco e non immediatamente chiaro. L'insegnamento del vocabolario avviene in due modi sia in contesto di apprendimento che di acquisizione di L2: in modo esplicito e intenzionale o in modo incidentale e implicito. Nel caso in cui avvenga in modo incidentale, non si svolgono esercizi sul vocabolario e non si effettuano spiegazioni esplicite e verticali sui singoli vocaboli, su tutti i loro significati esatti e su tutte le loro caratteristiche (e.g., la morfologia derivazione che possiedono, cioè gli affissi che presentano); inoltre, non si presenta in modo esplicito tutto il sistema di affissi della L2 e non si usa in modo sistematico e profondo il dizionario. L'insegnamento implicito del vocabolario tuttavia porta più facilmente a abilità recettive, per cui i vocaboli sono riconosciuti all'interno dell'input comprensibile scritto e/o orale, ma non porta a una conoscenza profonda del vocabolo e a una maggiore capacità produttiva. In altre parole, l'apprendimento implicito culmina più facilmente nel vocabolario recettivo/passivo invece che nel vocabolario attivo/produttivo/espressivo. Tuttavia, il vocabolario recettivo man mano che si avanza nella L2 è sempre maggiore di quello produttivo e quello produttivo avanza più lentamente. Pertanto, i due metodi di insegnamento si possono mescolare; in particolare, l'insegnamento esplicito del lessico può essere diretto specificatamente ai vocaboli considerati più importanti, dato un contesto all'interno di un sillabus organizzato per contesti (e.g., all'aeroporto, all'hotel, al ristorante...) o data una lista di vocaboli base in una L2 per riuscire a comunicare nei contesti quotidiani, pari tipicamente a poche migliaia di vocaboli. L'insegnamento dei vocaboli meno importanti può essere spostato nel momento immediatamente successivo o essere reso incidentale all'interno di un testo.
Quanto al numero minimo di ripetizioni per imparare un nuovo vocabolo in modo esplicito e intenzionale ("non incidentale") in L2, Zhang (2022) indica come servano almeno 7 ripetizioni a prescindere per memorizzare un vocabolo durante la lettura di un testo; il numero di ripetizioni tuttavia aumenta in base alla capacità di ascolto del discente, per cui i discenti più deboli nell'ascolto hanno bisogno di molte più di 7 ripetizioni. La variabile che incide sul numero di ripetizioni era dunque la capacità di ascolto e non la conoscenza pregressa del vocabolario, cioè le dimensioni del vocabolario acquisito dal discente in un certo momento (per cui un vocabolario ampio permette più facilmente al discente di fare inferenze). Lo studio era basato su un gruppo di studenti cinesi che stavano imparando l'inglese e ha isolato 20 parole target. La ripetizione, per cui l'attenzione del discente è calamitata dal vocabolo, comunque va protratta lungo le settimane, per cui il testo andrebbe ripassato e/o altri testi devono contenere i vocaboli da imparare; in particolare, Zhang cita un paper in cui dei vocaboli sono stati insegnati in modo esplicito con 2-7 ripetizioni nell'arco però di 13 settimane, cioè oltre 3 mesi.
Laddove il vocabolario si impara in modo incidentale e non esplicito, il risultato di uno studio pionieristico di Horst et al. (1998) ha dato un risultato simile siccome ha indicato 8 ripetizioni come il minimo, ma tutti gli studi successivi hanno dato risultati discordanti. In particolare, secondo Elgort and Warren (2014) il significato si ricorda dopo 12 esposizioni, ma la massima acquisizione si ha dopo 20 esposizioni, per cui più le esposizioni aumentano, più il vocabolario incontrato in modo incidentale si rafforza nella mente. Sempre in contesto incidentale, l'ampiezza del vocabolario pregresso è in tal caso correlata al numero di esposizioni di un vocabolo: un vocabolario già ampio in partenza e formato dalle parole più diffuse nella lingua target permette di fare inferenze e dunque di diminuire il numero di ripetizioni prima di acquisire un vocabolo. Infine, il numero di ripetizioni in questo contesto è anche influenzato dai supporti usato durante l'attività: ad esempio, un vocabolo affiancato da un'immagine o fotogramma di video si acquisisce prima rispetto a un vocabolo non affiancato da supporti, per cui serve un numero inferiore di ripetizioni. Aumentare il numero di ripetizioni, quando il vocabolario si impara in modo implicito, porta automaticamente a un aumento della quantità di input comprensibile da fornire ai discenti; il lato negativo di questo fenomeno è il consumo eccessivo di tempo e tale conseguenza è peggiorata se il tempo dedicabile alla lingua in classe è una risorsa già limitata in partenza. Pertanto, imparare il vocabolario in modo esplicito è una soluzione sia per risparmiare il tempo, sia per fare imparare bene in particolare il vocabolario ritenuto più importante in una lingua (e.g., parole molto diffuse, lessico legato a strutture grammaticali, convenevoli base...). Peters (2014) ha poi notato come i risultati ottenuti attraverso l'insegnamento esplicito del vocabolario sono più alti rispetto a quello implicito e come il numero di ripetizioni necessarie di un vocabolo sia a prescindere più basso nell'insegnamento esplicito.
Un vocabolo insegnato senza inserimento in contesto ha un focus sulla forma (focus on form), mentre il focus sul significato si ottiene se si insegna per esempio quando è usato più volte e/o in più modi all'interno di uno o più testi. In internet sono disponibili gli estrattori di parole chiave (keyword extractor), cioè dei software che da un testo estrapolano e ordinano le parole usate in base a quante volte compaiono, per cui i discenti possono usarli per estrarre le parole chiave, mentre i docenti possono usarli per contare e controllare quante volte un vocabolo appare in un testo copiato da un'altra fonte o autoprodotto (e dunque quante volte un discente è esposto a un vocabolo se legge un testo); a volte, gli estrattori di parole chiave sono annessi a software conta-caratteri. In un testo, tendenzialmente le parole più usate sono le parole vuote e grammaticali (e.g., le preposizioni e gli articoli).
A prescindere dal tipo di insegnamento del vocabolario (esplicito o implicito), la seconda variabile fondamentale oltre al numero di ripetizioni del vocabolo reso comprensibile è la varietà nell'uso, per cui il vocabolo non viene sempre utilizzato nello stesso identico contesto, ma viene affiancato da espressioni e collocati diversi; qualora il vocabolo appartenga a più categorie grammaticali, il vocabolo viene progressivamente mostrato nell'input in ogni sua categoria grammaticale (e.g., alcuni verbi e aggettivi in cinese sono anche nomi comuni, mentre gli aggettivi possono diventare in più anche avverbi: ad esempio, 学习 xue2xi2 significa "studiare" ma anche "studio"; 骄傲 jiao1ao4 significa sia "orgoglioso/a" che "orgoglio"; 安静 an1jing4 significa sia "calma" che "calmo/a" e "con calma, in modo calmo"). In uno dei casi più eccezionali, espone il discente a una sfumatura d'uso tra due quasi-sinonimi (e.g., 满意 man3yi4 significa "soddisfatto", mentre 满足 man3zu2 significa "completamente soddisfatto") o alla differenza di registro tra due sinonimi (e.g., 现在 xian4zai4 è più colloquiale, mentre 如今 ru2jin1 è formale e/o letterario). L'esposizione continua a input (anche attraverso il Free Voluntary Reading a casa e in classe) che contiene elementi progressivi di variazione nell'uso di un vocabolo permette dunque di accumulare conoscenza in modo incrementale sul significato del vocabolo e sulle sue modalità e contesti d'uso. In tal modo non solo aumenta l'ampiezza del vocabolario, ma anche la profondità del vocabolario. Il ripasso dei vocaboli attraverso le flashcard velocizza il richiamo nella mente dei vocaboli e permette di fruire di una maggiore fissazione dei vocaboli nella memoria a lungo termine grazia alla ripetizione dilazionata; tuttavia, non solo l'apprendimento del vocabolario deve diventare esplicito e dunque affiancarsi a strategie implicite, ma l'uso eccessivo delle flashcard come strumento di ripasso toglie il contesto d'uso concreto e tutta la varietà d'uso annessa di un vocabolo.

## L'abbassamento del filtro affettivo
Il docente, oltre ad avere il ruolo di insegnare e di fare acquisire la lingua, ha anche il dovere di lenire il filtro affettivo per promuovere la motivazione, la calma e l'autostima nel discente. Pertanto, le attività e tecniche glottodidattiche sono orientate non solo a passare input comprensibile e dunque contenuti linguistici, ma anche a tenere i livelli di ansia verso le lingue straniere e noia verso le lingua straniere e a tenere alti i livelli di autostima del discente. Krashen parla esplicitamente di un ambiente a basso tasso di ansia (low-anxiety environment). Il primo modo comune è quello di fornire sia input comprensibile che motivante, con un focus sulla comunicazione (per cui la grammatica non è interamente sequenziata), senza il classico focus eccessivo sulla forma e senza forzare il discente a produrre output orale finché non si sente pronto o a diventare fluente prematuramente, per cui per esempio interviene spontaneamente e/o come volontario. Poi, gli errori e lacune soprattutto nella varietà pre-basica vanno tollerati perché sono inevitabili; il docente deve anche trovare una strategia di correzione degli errori che non sia stressante e estenuante per il discente soprattutto durante le prime fasi di acquisizione (in particolare, la migliore strategia di correzione dell'errore è fornire ulteriore input comprensibile). Nel caso limite, Krashen e Terrell nel loro Natural Approach evitano quasi del tutto di correggere gli errori e si limitano a continuare a fornire input per eliminare l'errore spontaneamente: la correzione è offerta in modo estremamente indiretto.
Un'altra strategia è insegnare i mezzi per gestire una conversazione con un nativo fuori all'aula al termine del percorso di studi (e.g., i convenevoli, frasi e modi per tenere attiva una conversazione come ad esempio i pronomi interrogativi per fare domande su quanto appena sentito o per chiedere qualcosa, come chiedere con la L2 di ripetere o parlare più lentamente all'interlocutore o altri mezzi per chiedergli aiuto o di chiarire punti oscuri). Infine, il discente può imparare a realizzare coscientemente dei segnali verbali e non verbali per esprimere comprensione di quanto gli dice un nativo (e.g., annuire, dire "mh-mh, sì", gestione del contatto oculare). Tutte queste strategie, che in parte sono insegnabili e in gran parte sono fatte acquisire, migliorano la competenza conversazionale (conversational competence), talvolta ignorata dai docenti. Il fatto che queste strategie siano complesse deriva da molti elementi interconnessi: per esempio, un saluto appropriato è basato sul registro, momento della giornata, gestualità appropriata e tono di voce/prosodia appropriata.
Dopodiché, molte altre strategie per abbassare il filtro affettivo derivano dalla letteratura scientifica sull'ansia verso le lingue straniere e la noia verso le lingue straniere; tali studi individuano anche le cause dei due fenomeni e, tra le cause, si conta l'atteggiamento del docente, il tipo e il livello di difficoltà delle attività svolte, il tempo totale dedicato alle attività e alla lezione e la strategia di correzione inefficace. Altre strategie derivano dagli studi sulla motivazione verso lo studio delle lingue straniere e sulla gestione della classe (Classroom Management), anche nell'ambito specifico della lezione di lingua straniera.

## La correzione dell'errore
La correzione più o meno esplicita dell'errore, con l'obiettivo di migliorare la produzione di output togliendo le deviazioni dal set di regole grammaticali, non porta all'acquisizione ma all'apprendimento. Infatti, l'errore corretto porta a notare consciamente sia una deviazione da una regola che la regola corretta. Se l'obiettivo è l'acquisizione pura e totale di una L2, allora l'errore non si corregge in modo diretto e esplicito, ma si espone il discente a input comprensibile corretto che non sia sequenziato in modo zelante per fare acquisire specificatamente una forma corretta a seguito di un errore di un discente. L'errore, secondo Krashen, va corretto solo durante la produzione scritta a lavoro finito siccome, in contesto di acquisizione, interrompe il flusso di produzione orale del discente se si corregge quest'ultimo mentre parla (il Natural Approach approva questo modo di fare), per cui l'attenzione è distolta dalla comunicazione (e si rischia di creare ansia o noia nel discente). Il flusso ininterrotto di pensieri, per cui ci si può dimenticare di parlare in lingua straniera e l'ansia raggiunge lo zero, è detto flusso di coscienza ottimale. Gli errori da correggere non sono tutti, ma solo quelli che interferiscono con l'intelligibilità, quelli che sono più stigmatizzati dai nativi e quelli più diffusi; correggere tutti gli errori rallenta la comunicazione e può attivare il filtro affettivo (ansia, noia, scarsa autostima). Inoltre, la correzione diretta degli errori funziona se l'errore non viola una regola retrostante che è cognitivamente difficile e se, negli altri eventi di produzione di output, ci sono le condizioni per attivare il monitor.
Siccome la correzione dell'errore è inefficace in contesto di acquisizione di L2, la migliore tecnica di "correzione" degli errori è l'esposizione continua a input comprensibile scritto e/o orale senza errori, per cui il discente acquisisce nell'arco delle ore la versione corretta a livello morfologico, sintattico, lessicale e ortografico del messaggio che vuole produrre; in tal senso, il Free Voluntary Reading (FVR) a casa e in classe è un'attività utile a permettere alla varietà di apprendimento del discente di auto-ripararsi e ristrutturarsi.

## L'uso della grammatica
Se una regola di morfologia o sintassi è fatta ricavare esplicitamente (approccio induttivo a partire da testi e frasi da cui si reperisce a intuito la regola) e commentata esplicitamente, si ricade nell'apprendimento e non nell'acquisizione. Le regole interiorizzate a seguito di acquisizione, anche se apprese in modo parzialmente inconscio (in stato di incoscienza non si verifica alcun tipo di apprendimento), sono sempre usate in modo inconsapevole, mentre le regole apprese (con spiegazione verticale o reperite a intuito con l'approccio induttivo) sono sempre consce. L'apprendimento conscio velocizza il reperimento delle regole sia con una spiegazione verticale che con un problem solving creativo, ma non vi corrisponde un'acquisizione perfetta e immediata della lingua; inoltre, le regole apprese sono sempre una selezione, siccome il docente o il libro di testo ne seleziona alcune. Siccome le regole reperite anche tramite problem solving e dunque ricavate da esempi sono apprendimento conscio, lo studio di frasi per ricavare la regola porta i discenti a focalizzarsi sulla forma, dunque l'esercizio di ricavo delle regole non corrisponde in realtà a un'acquisizione di input comprensibile, pure se le frasi sono spendibili, ma porta infine all'apprendimento conscio di una regola grammaticale. Alcuni discenti sono più portati a imparare con il pensiero analogico, per cui sono orientati al problem solving, mentre altri attraverso quello analitico, per cui sono orientati alle spiegazioni verticali, all'approccio rule-first e all'applicazione di regole già note a monte. Usare un approccio non in linea con lo stile cognitivo del discente può creare ansia in lui.
La grammatica può diventare un topic di acquisizione linguistica se si insegna nella L2, cioè in lingua straniera. Lo studio verticale della grammatica di una L2 (anche solo di una selezione delle sue regole fondamentali) non solo si può posticipare per permettere in primo luogo l'acquisizione, ma si può indirizzare specificatamente ai discenti di livello intermedio proprio per questo motivo. Le spiegazioni molto lunghe e complesse vanno a priori evitate.

## Acquisizione di L2 in contesto formale
L'apprendimento linguistico, dunque il processo conscio delle regole e svolto in ambiente formale, è in contrasto con l'acquisizione linguistica, che è un processo inconscio che avviene in un ambiente informale e extra-scolastico. L'apprendimento linguistico, causato tradizionalmente dall'insegnamento in ambiente formale/scolastico, porta alla formazione del monitor, all'enfasi verso la forma rispetto al contenuto, a un apprendimento delle regole astratte e al rallentamento della produzione orale se il monitor è pesantemente attivo (il monitor peraltro, in sede di produzione orale, riesce solo a controllare le regole più semplici cognitivamente). A un primo sguardo superficiale, l'acquisizione linguistica non può avvenire in aula siccome il contesto è formale e scolastico, per cui l'insegnamento nel senso formale del termine è incompatibile con l'acquisizione.
L'insegnamento in realtà non è rigettato siccome l'insegnamento può riprodurre in aula una situazione di acquisizione linguistica che avverrebbe altrimenti in contesto sempre e solo informale e extra-scolastico, fuori dalle aule e senza libri e quaderni. L'acquisizione in ambiente formale avviene attraverso l'uso dei metodi naturali proposti dalla didattica acquisizionale e che fanno capo a un approccio unificato, quello naturale. Infatti l'insegnamento, con tali metodi, permette l'acquisizione di una lingua laddove i discenti non hanno accesso a fonti di input comprensibile fuori dall'aula (e.g., parlanti nativi, inclusi i genitori) o in altri insegnamenti (e.g., se un corso di laurea offre svariate materie e seminari già in lingua straniera). Oppure, permette di migliorare l'input comprensibile ricevuto, siccome i nativi fuori dal contesto scolastico possono non produrre input comprensibile; anche per questa ragione, la credenza della linguistica folk che "per acquisire una lingua straniera basta andare a vivere all'estero e parlare con i nativi" è scorretta, siccome l'input ricevuto può non essere comprensibile e siccome i parlanti nativi possono non essere collaborativi. Comunque, se il discente svolge attività di acquisizione in aula e in più abita all'estero, nel Paese in cui la lingua è studiata, non solo le attività in aula possono essere poco influenti, ma il discente già in partenza è esposto a più input rispetto che all'interno dell'aula. Queste ultime affermazioni di Krashen, che risale originariamente al 1982, non tengono conto comunque dell'avvento di internet, per cui le fonti di input comprensibile sono sempre potenzialmente disponibili. Inoltre, il docente può selezionare bene le strategie per rendere l'input comprensibile.

## Training nella lingua straniera VS educazione alle lingue straniere
La didattica acquisizionale prevede anche l'insegnamento delle basi assolute dell'acquisizione delle lingue straniere, per cui non si limita a trasmettere input comprensibile ai discenti, ma si propone anche di sviluppare la loro capacità metacognitiva. Lo stesso Sternfeld nella sua tesi di dottorato del 1985 si spinge a scardinare il concetto unitario di "insegnamento delle lingue straniere" e a distinguerlo in "training nelle lingue straniere" (Foreign Language Training) e "educazione alle lingue straniere" (Foreign Language Education): il training nelle lingue straniere si limita a insegnare i contenuti relativi a una L2 in quanto è un mero addestramento linguistico senza altre componenti all'infuori dei contenuti linguistici. Di contro, l'educazione alle lingue straniere è molto più profonda e dirompente siccome insegna le basi della linguistica acquisizionale e dunque insegna in primis come monitorare e interpretare costantemente il proprio processo di acquisizione di una L2 al mondo dentro e fuori da un'aula; il plurale nell'espressione "Educazione alle lingue straniere" rimarca come le conoscenze e competenze in linguistica acquisizionale si possano usare in una qualunque L2 nel mondo anche da autodidatta: non sono esclusivi alla L2 imparata durante le ore di lezione in aula. Nel 2024, ci sono 7164 lingue nel mondo secondo Ethnologue, di cui però il 44% è a rischio estinzione; 20 lingue sono parlate da circa metà della popolazione mondiale.
Con l'introduzione dell'educazione alle lingue straniere, la conoscenza del mondo linguistico è dunque più vasta e apporta benefici al metodo di studio e alla capacità metacognitiva. Alcuni topic affrontabili nell'educazione alle lingue straniere sono dunque:
- le basi della linguistica acquisizionale delle L2
- gli effetti benefici a 360° sulla persona nel momento in cui acquisisce con successo una o più nuove lingue straniere (sviluppo della materia bianca e materia grigia di entrambi gli emisferi cerebrali, miglioramento della memoria, aumento della creatività e del benessere, miglioramento delle competenze e conoscenze di L1, possibilità di acquisire ulteriori L2 imparentate, avanzamenti di carriera, più possibilità di viaggiare e stringere relazioni in presenza e a distanza, aumento dell'autostima, sviluppo della capacità di passare da una L2 a un'altra mentre si parla e scrive e rallentamento del declino cognitivo in particolare in riferimento a Alzheimer e demenza senile)[9]
- alcuni paragoni tra il percorso di acquisizione di L2 e L1 (e.g., attraverso l'ipotesi d'identità debole)
- come si coinvolge il genitore che parla L1 in una comunicazione con il bambino in L2 e/o L3 in caso di bilinguismo[10] e/o trilinguismo
- come si contrastano fenomeni negativi diffusi presenti fin dalla scuola dell'obbligo come l'ansia verso le lingue straniere, la noia verso le lingue straniere e le false teorie della linguistica folk
- ragionamenti sui metodi appartenenti alla didattica acquisizionale e l'illustrazione del Free Voluntary Reading (FVR) a casa e a scuola più i benefici della lettura sia nelle competenze di L2 che di L1: oltre a essere un enorme facilitatore per l'acquisizione di una lingua straniera e l'apprendimento di nuova conoscenza, concorre a rallentare l'insorgenza della demenza senile[11]
- ragionamenti su punti controversi nell'insegnamento e acquisizione del linguaggio (e.g., il fatto che il livello C2 del CEFR non indica la piena padronanza di una lingua siccome una lingua è in costante evoluzione; il fatto che la "fluenza" in una lingua non implica l'assenza di errori siccome un parlante di L2 può essere fluente e saper parlare in modo intelligibile di molti argomenti anche inserendo degli errori nella sua parlata; ecc.)

Questi topic sono affiancabili ai comuni topic della cultura a cui appartiene la specifica lingua straniera e a topic di pragmatica (e.g., abitudini discorsive per la politeness come ad esempio "dare del Lei" in francese e spagnolo, dunque l'uso di "Vous" e "Usted").

## I metodi naturali
Gli esperimenti di osservazione dei discenti in classe, in degli studi dal 1972 al 1982, hanno riportato come i metodi che fanno capo all'approccio naturale, cioè i metodi che hanno come elemento cardine la fornitura di input comprensibile ai discenti e l'assenza di forzatura a produrre output comprensibile, siano più efficaci rispetto all'approccio tradizionale e dunque ai metodi che vi fanno capo.

### Il Natural Approach (NA)
Il Natural Approach (NA) è il primo metodo che fa capo all'approccio naturale. Il Natural Approach è stato sviluppato dal linguista Tracy Terrell e Stephen Krashen vi ha apportato svariati contributi. In esso, il docente usa in classe solo e unicamente la lingua straniera da acquisire e fornisce input comprensibile imitando il baby talk; quest'ultimo nei primi anni dei bambini è caratterizzato da una parlata lenta, scandita, semplificata, riferita al qui e ora, con ripetizioni, riformulazioni, pause, con domande aventi pronomi interrogativi sostituiti con domande chiuse ("sì/no") e che ha l'intento di farsi capire e non di insegnare grammatica. I discenti non sono mai forzati a produrre output e intervengono come volontari quando vogliono e possono usare sia la loro L1 che la L2. Le prime produzioni a volte dipendono dall'età del discente e/o dalla forza del filtro affettivo: un adulto può già dire le prime parole e frasi brevi anche dopo 1-2 ore di esposizione a input comprensibile, mentre un adolescente può impiegarne fino a 10-15.
Le loro prime produzioni sono ben accette anche se sono lente e monosillabiche o fanno perno su transfer negativi da L1 in quanto è il primo stadio della varietà di apprendimento o "interlingua" (varietà pre-basica). Se fanno errori, vengono corretti solo se la comunicazione è non intelligibile o se gli errori sono stigmatizzati dai nativi; già la ricerca riguardo all'acquisizione di L1 mostra come i genitori non correggono tutti gli errori dei figli ma solo una parte di essi (e.g., alcuni verbi, difetti di pronuncia e le parole volgari). La correzione è svolta in modo tale da non alzare il filtro affettivo del discente, per cui per esempio è indiretta e non contiene affermazioni o toni che penalizzano il discente. La pronuncia è fatta acquisire senza la pretesa di raggiungere la perfezione, ma di raggiungere un grado di correttezza sufficiente a fare comprendere un messaggio; gli stessi nativi, per esempio, si aspettano dai discenti una parlata non perfetta e con un accento straniero. Inoltre, alla pari della grammatica (morfologia e sintassi), anche la pronuncia si acquisisce, per cui una sessione di insegnamento esplicito della pronuncia non è fondamentale (può solo contribuire a formare un monitor utilizzabile per esempio in un test di pronuncia pura e nella misura in cui si riesce a attivare); la pronuncia si acquisisce lungo il tempo attraverso soprattutto ascolto continuo dei suoni e non attraverso un lungo studio verticale e meccanico. Il timore di avere un accento troppo forte può contribuire a innalzare il filtro affettivo. I topic di discussione trattati sono di rilevanza per i discenti e le primissime discussioni vertono su informazioni personali dei discenti per stabilire una sensazione di gruppo (group feeling); una tecnica usata per stimolare la motivazione dei discenti è la tecnica delle attività acquisizionali affettive (Affective Acquisitional Activities) di Ben Clay Christensen, mentre altri spunti derivano dalla Confluent Education di Beverly Galyean e dallo Humanistic Learning di Gertrude Moscowitz.
Il focus è sulla comunicazione e non sul sequenziamento di ogni argomento grammaticale; il syllabus non è grammaticale, ma semantico siccome è centrato su una serie di argomenti/topic; un potenziale esempio di syllabus diviso per contesti e competenze è la lista di descrittori estesa compilata da Tim Goodier e Tunde Szabo (2018) per il CEFR (Quadro comune europeo di riferimento per la conoscenza delle lingue) usato a livello internazionale per classificare le abilità linguistiche. Siccome i contenuti sono sequenziati per argomento/contesto, non conta il sequenziamento della grammatica, ma la semplificazione della lingua usata (che non equivale a un sequenziamento), la capacità di riuscire a esprimersi in un contesto e lo sviluppo di competenze di vocaboli legati a un contesto e usati concretamente. Grazie all'assenza di sequenziamento, è più facile arrivare a i+1 ed è impossibile perdere argomenti se uno studente salta una o più lezioni. I vocaboli sono perlopiù insegnati in contesto comunicativo e non attraverso delle liste di vocaboli o flashcard siccome la ritenzione/acquisizione dei vocaboli, senza contesto comunicativo e input comprensibile, è inefficace; tuttavia, presentare alcuni vocaboli prima di un'attività è una buona prassi siccome la comprensione aumenta. I vocaboli nuovi presentati in una lezione si limitano per evitare un sovraccarico di nuovi elementi; per esempio, il docente può optare per non superare mai i 10-20 vocaboli circa nel caso di adolescenti e adulti, tenendo anche conto della capacità di memoria di lavoro dei discenti e di quanto è alta un'eventuale parentela tra L1 e L2 oppure tenendo conto di uno sweet spot pari a 15 vocaboli insegnati in modo esplicito e non incidentale e insegnati in contesto concreto invece che riportati in una lista da memorizzare a ruota.
Il filtro affettivo è tenuto inattivo o basso con numerose strategie che includono anche la cura del rapporto studente-docenti e tra studenti, l'abbassamento dell'ansia e l'uso di argomenti possibilmente di interesse, rilevanti e motivanti per i discenti ("Compelling Input"). Fin dall'inizio sono insegnate strategie per la gestione della conversazione. La grammatica è ben accetta finché si limita a contribuire alla formazione di un monitor ottimale, per cui lo studio della grammatica (diretto o tramite intuito, prima o dopo dell'interazione con il docente) non è l'attività cardine. La grammatica si insegna in un secondo momento e entrambi gli autori consigliano di dedicarci non oltre il 20% del corso qualora il docente insegni anche le regole di grammatica; pertanto, la parte che riguarda la produzione di input comprensibile deve riguardare almeno l'80% del corso. Il metodo naturale permette anche l'assegnazione di compiti in casa, di cui i discenti in età adolescenziale possono beneficiare; in particolare, un compito consigliato è quello di assegnare con costanza delle letture comprensibili extra in casa, in modo da fare venire i discenti in contatto ulteriore con nuovo input comprensibile e tenerli attivi anche in casa. Tuttavia, i compiti non devono innalzare in modo sensibile il filtro affettivo, per cui i livelli di ansia sono tenuti sotto una soglia gestibile, se non pari a zero; per esempio, dare come compito un'attività motivante per i discenti e non eccessivamente lunga o complicata rispetto alle loro competenze può essere una soluzione per tenere basso il filtro affettivo. Il docente può mostrare per iscritto quanto dice in classe, ma la lettura rischia di fare acquisire una pronuncia errata nei discenti a causa delle interferenze con il sistema di scrittura della L1: i discenti, quando leggono, nelle prime fasi possono compiere errori di lettura per transfer negativo. Gli studenti vanno informati subito sugli obiettivi del corso, sulla metodologia usata e sulle basi teoriche del metodo, dunque sulla linguistica acquisizionale. L'unico grande limite del Natural Approach è il fatto che la fornitura di input è confinata nelle ore di lezione in aula, ma l'uso dei graded reader (e dunque della generica attività del Free Voluntary Reading, FVR) per acquisire ulteriore input leggendo anche in autonomia aggira in parte il problema insieme all'ascolto della televisione, film e video con sottotitoli in L2 o L1 e di radio per gli studenti di livello almeno intermedio.
Inoltre, le primissime produzioni di output da parte del discente emergono in modo altrettanto spontaneo, per cui non vengono forzate; di contro, emergono nel momento in cui il discente si sente pronto a parlare. Ogni discente ha il proprio momento in cui si sente pronto. Le prime produzioni orali (early speech) non sono mai accurate e fluenti.
Krashen si dice favorevole alla formazione di un monitor attraverso l'apprendimento conscio, tuttavia nel contesto della produzione orale la pesantezza del monitor deve essere ottimale, per cui non interferisce pesantemente con la comunicazione (e.g., parlare lentamente per cui inoltre l'interlocutore fa fatica a seguire, pianificare la prossima frase mentre l'interlocutore parla per cui l'input viene ignorato). Krashen è favorevole all'uso di un monitor pesante nel contesto della scrittura, siccome non interferisce con un interlocutore (nella produzione scritta non è presente un interlocutore, ma un lettore del lavoro finito che eventualmente correggerà gli errori). L'accuratezza riguardo a topic acquisiti tra gli ultimi non dovrebbe mai essere richiesta ai principianti. Quando si attiva il monitor, si può fare utilizzare concretamente ciò che è "portabile" (portable), cioè ciò che si può padroneggiare cognitivamente in modo rapido nella testa dei parlanti in ogni situazione di produzione di output a causa della sua intrinseca semplicità; pertanto, lo studio verticale di molte regole grammaticali soprattutto durante la produzione orale non porta sempre a risultati, ragion per cui non è necessario dare enfasi al monitor usato con le regole cognitivamente più complesse siccome queste ultime potrebbero non essere usate.
Un corso scolastico intero di grammatica pura, oltre a non portare allo sviluppo di competenze e acquisizione, secondo Krashen può essere ritenuto noioso da un discente a cui non piace studiare grammatica siccome la lingua è imparata in modo astratto; diverso è insegnare in modo esplicito quanto è già stato interiorizzato implicitamente siccome ciò porta a quello che Krashen chiama "momento Eureka"; la corrispondenza di quanto insegnato esplicitamente a quanto interiorizzato implicitamente crea infatti piacere. Inoltre, siccome si dimostra come l'acquisizione funzioni, in tal modo si aumenta la fiducia verso il percorso e le tecniche di acquisizione e si abbassa in tal modo il filtro affettivo. Lo studio della grammatica viene spostata in un secondo momento rispetto all'acquisizione e si consiglia in particolare ai parlanti intermedi che desiderano migliorare la forma; per permettere l'acquisizione in sede di studio verticale delle regole grammaticali, tali regole si possono spiegare il lingua straniera. Krashen e Terrell consigliano di tarare il corso almeno all'80% acquisizione e non oltre il 20% grammatica se i parlanti sono adolescenti.
Le attività durante il corso, secondo il Natural Approach, sono collegabili a un argomento comunicativo del giorno e sono ad esempio:
- la presentazione preliminare di vocaboli e espressioni formulaiche rese comprensibili (inclusi alcuni ordini del docente in classe, frasi utili come "Ho capito", gli oggetti in classe, i convenevoli base come "Buongiorno, arrivederci, grazie, prego" e qualunque vocabolo che il docente sa già che userà tanto, sistematicamente e fin da subito o quasi, a prescindere da quale sia il motivo; questi vocaboli e espressioni permettono di svolgere lezione in gran parte in lingua straniera, per cui si instaura una prima immersione linguistica. A tutto ciò, si aggiungono le tecniche di gestione della conversazione; le tecniche di conversational management sono ad esempio le cinque Wh-, associazioni, dare feedback di comprensione o non-comprensione, espressioni formulaiche miscellanee, come costruire un breve monologo su un tema informale o di importanza sociale...)
- dei monologhi non troppo lunghi su un tema di interesse ai discenti resi comprensibili. Il tema può anche essere uno storytelling e/o descrizioni (e.g., si inizia avendo pronta la descrizione di un luogo naturale o artificiale come il quartiere di una città, un enorme parco, l'interno di un ristorante o hotel, l'interno di una casa, un aeroporto o una stazione ferroviaria ecc.; la descrizione può avere una serie di verbi d'azione e stati d'animo e tante domande sia chiuse che aperte. Un esempio a caso di storytelling è "Questo è Mario. Cosa indossa Mario? Cosa? Mario indossa gli occhiali e un cappello. Mario indossa gli occhiali e un cappello? Sì, sì, Mario indossa gli occhiali e un cappello. Chi indossa gli occhiali? Mario. Chi indossa il cappello? Mario, Mario indossa gli occhiali e il cappello. Mario va al supermercato. Mario va al supermercato? Sì, sì, Mario va al supermercato. Dove va Mario? Dove? Al supermercato, questo è il supermercato. Per la precisione Mario alle due e mezza del pomeriggio va con un amico al supermercato. Con chi va Mario? Mario va con l'amico, il suo amico. Mario va al supermercato con l'amico, no? Sì, sì, va al supermercato con l'amico. Chi è questo? Questo è l'amico, l'amico di Mario. Mario va in macchina, *bruuummm! Bruuummm!* va da casa propria al supermercato, va da casa propria al supermercato con l'amico [momento di pausa]. Dove è il supermercato? Il supermercato si trova tra l'albero e il semaforo. Questa cos'è? Questa è la casa di Mario, questa non è il supermercato, non è l'albero, non è il semaforo. Il supermercato è vicino alla casa di Mario. Mario e l'amico entrano nel supermercato. Mario non mangia zucchero, bleah! Mario cosa compra? Loro cosa comprano? Comprano due (uno, due, uno, due) confezioni di biscotti senza zucchero, non comprano tre o quattro confezioni di biscotti senza zucchero, no! Mario ama i biscotti senza zucchero, mmmhhh! [momento di pausa]! E poi? Poi l'amico paga, *cha-ching!*, l'amico paga al posto di Mario. Chi è lui? Chi? Lui è il commesso, il commesso del supermercato. L'amico dà la carta di credito al commesso e digita il pin, *tic tic tic tic tic!*, digita il pin. Mario dice grazie all'amico, "Grazie, grazie"! Mario è felice? Mario è felice (ah-ha!), molto felice! Mario è triste, sniff sniff? No, Mario non è triste, Mario è felice, molto felice, ah-ha! [momento di pausa]! Mario ha i biscotti senza zucchero! Mario e l'amico tornano a casa [fine della mini-storia]"; inoltre, ogni singola entità descritta può avere riferimenti alla realtà o essere interamente reale. Man mano che si parla in modo chiaro e in lingua straniera, si disegna sulla lavagna tutto quello che si dice; se il docente lo ritiene opportuno, in degli ampi spazi lasciati vuoti nella lavagna si trascrivono anche i vari vocaboli e frasette di livello semplice presentate volta per volta, lasciando il tempo di copiare ai discenti (oppure il docente distribuisce lo script già pronto ma comunque emendabile). Un dialogo tra più persone si può trasformare in un monologo se si trasforma in un racconto/narrazione in terza persona in forma orale o scritta (e.g., "Oggi io vado al supermercato" > "Oggi Mario va al supermercato"), per cui si ricava uno storytelling. Inoltre, la grammatica si può semplificare ogni volta che è possibile (e.g., in cinese, si può optare per usare il classificatore generico 个 "ge" quasi ogni volta al posto del classificatore esatto; quest'ultimo viene introdotto più avanti). In alternativa ai monologhi e storytelling, si può prendere una foto e indicare gli oggetti o descrivere quello che si vede; oppure, si possono mimare dei verbi con il corpo e aiutandosi eventualmente con l'uso di oggetti reali detti "realia" o disegni sulla lavagna, mimica, onomatopee, espressioni facciali e surrogati di realia come un pezzo di carta pasticciato che simbolizza soldi, carte di credito, passaporti, menù, ticket e finte mappe o l'origami di un aereo che simbolizza un aereo o delle pallottole di carta che simbolizzano il sale da mettere in un pentolino o un pezzo di carne disegnato con un grosso pennarello su carta e ritagliato per indicare una grossa bistecca da cuocere; anche i numeri e le parole per quantificare come "due tubetti di dentifricio", con l'uso dei gesti e dei disegni, si possono mimare; si possono mimare degli aggettivi e avverbi come "felice, pesante, grosso, alto, forte, caldo, velocemente" con mimica gestuale e facciale, disegni e onomatopee)
- fare mimare delle azioni (e.g., fare mimare ogni azione che si fa di routine al mattino o in un giorno della settimana). Le azioni possono essere anche ordinate in uno storytelling coerente e possono essere organizzate come un role-play avente anche più personaggi/partecipanti (e.g., "Entra nel negozio, guarda i prodotti, trova la bottiglietta d'acqua, dai la bottiglietta d'acqua al commesso, prendi il portafoglio, aprilo e estrai la carta di credito, dai ora la carta di credito, inserisci la carta nel POS, inserisci il pin, ringrazia il commesso e auguragli buona giornata, metti la bottiglietta d'acqua nella borsa, butta lo scontrino nella spazzatura, apri il portabagagli dell'auto e mettici la borsa" ecc.).
- mostrare una mappa (per esempio inquadrata a filo di piombo/dall'alto o ruotabile in 3D) e indicare i nomi di luogo, le vie, la distanza da un posto all'altro e come spostarsi da un posto all'altro; la mappa può anche rappresentare il tragitto di una linea di autobus, tram, metropolitana o di una pista ciclabile. La mappa può anche essere autentica, per cui il materiale didattico rispecchia la realtà o addirittura un luogo già noto ai discenti (e.g., la propria città, la città in cui si trova la scuola, una grande città, una città in patria o all'estero in cui i discenti vogliono andare per turismo o altri motivi, una linea reale di autobus o tram o metropolitana), per cui il materiale diventa rilevante, motivante, già collegato a conoscenza pregressa e/o meno spersonalizzante
- fare domande rivolte agli studenti per dialogare con loro (anche facendo perno su espressioni formulaiche) nel momento in cui sono capaci di rispondere, e.g., "Cosa hai fatto ieri? Che attività ti piace fare di più?"). Se il docente decide di fare domande, per evitare di innalzare il filtro affettivo gli studenti si possono offrire come volontari e/o possono usare la L1 dove ritengono necessario
- fare domande mostrando frasi di riempimento mirate però a sviluppare un dialogo personalizzato
- far fare conversazioni in coppia o giochi di ruolo in coppia agli studenti (specificatamente nei giochi di ruolo e/o nei monologhi resi comprensibili, si possono usare anche travestimenti rudimentali per rendere i ruoli più chiari: per esempio, un comune giubbotto catarifrangente reperibile nei kit delle automobili o una cravatta possono simbolizzare un addetto all'aeroporto, mentre uno zaino sulle spalle può simbolizzare un viaggiatore). Un monologo in forma di storytelling in terza persona avente più personaggi si può trasformare in un dialogo (e viceversa)
- fare conversazioni e domande di ogni tipo a partire da una tabella riempita con informazioni personali dei discenti (e.g., in orizzontale si indicano i giorni della settimana o i mesi e in verticale si inseriscono i nomi dei discenti. La tabella si riempie con le attività che si svolgono di solito, dove, gli orari, con chi...)
- fare domande che contengono un brainstorming (e.g., "Che cosa mangeresti a colazione?") anche in contesto di problem solving dopo avere già introdotto il lessico necessario (e.g., "Come laveresti una macchina?"). Le azioni nel problem solving possono anche essere mimate
- mostrare immagini di persone che svolgono azioni e, dopo avere già introdotto il lessico necessario, chiedere cosa stanno facendo
- fare compilare un modulo di iscrizione per esempio in una palestra, a un abbonamento telefonico o a una newsletter; il modulo, se autentico, è dunque didattizzabile
- mostrare una tabella (anche autentica) con indicati orari e/o prezzi di qualcosa e commentarla
- mostrare un annuncio/pubblicità reale di un bene o servizio e commentarlo
- fare domande in cui si immagina una situazione o le caratteristiche di un oggetto, luogo o persona. In alternativa, si può direttamente descrivere un oggetto, luogo o persona. Sebbene Krashen non ne parli apertamente, quest'attività si può ribaltare, per cui dalle caratteristiche dell'oggetto, luogo o persona, si indovina la risposta corretta. Un esempio concreto di quest'attività ribaltata è Guess the Spot (o "GeoGuessr" o "Guess the Place" dal nome di alcune app ispirate a questo gioco), in cui si indovina il nome di una città a partire da alcune sue caratteristiche dopo un periodo di preparazione iniziale (e.g., "Questa città è molto antica e grande, era la capitale di un impero, ha il Colosseo, la Via Appia inizia da lì e arriva fino a Taranto attraverso Benevento ed è patrimonio UNESCO, i turisti gettano le monete nella Fontana di Trevi. Che città è? Si trova in Africa? No! Si trova in Europa? Sì, si trova in Europa, la città è europea, la città non è africana! E' Londra? No, non è Londra! E' Madrid? No, non è Madrid! E' Roma? Sì, la città è Roma!").
- un'attività non citata da Krashen ma compatibile con il frame del Natural Approach è "Guida la guida" (inglese "Guide the guide", francese "Guide le guide", spagnolo "Guía al guía", portoghese "Guie o guia"), in cui si prende una mappa e una forma circolare di carta ritagliata con una punta triangolare (il naso) e due occhi disegnati. In base alle istruzioni in L2 del docente, la forma circolare si fa scivolare sul dito lungo le varie strade per farle raggiungere dei posti. Il posto può essere indovinato dopo una serie di indicazioni stradali. In un secondo momento, si chiede ai discenti di dire in L2 come si raggiunge un posto a partire da un altro.
- una terza attività non citata da Krashen ma compatibile con il frame del Natural Approach è l'uso delle canzoni in L2, dunque cantare in lingua straniera (attività che si può svolgere anche in totale autonomia). Secondo Sihvola e Gafor (2019), l'uso di canzoni in L2 in classe permette di incuriosire i discenti e dunque di motivarli nell'acquisizione di L2, di ridurre le barriere affettive e di diminuire l'ansia verso le lingue straniere. In particolare, i discenti timidi potrebbero non volere parlare e preferire cantare in L2, anche accompagnando il testo cantato a gesti che mimano il contenuto ("hand-signing") e dunque lo rinforzano. Le canzoni sono ancora più coinvolgenti e motivanti se sono riconoscibili dai discenti perché, ad esempio, sono famose; inoltre, se contengono elementi di ripetitività, aumentano il rinforzo di parte del contenuto. Quando il testo è collegato a tematiche e strutture grammaticali già affrontate e non è scelto a caso, viene rinforzato quanto visto. L'uso di musica è poi uno degli elementi che permette alla didattica della L2 di diventare multimodale. La musica inoltre è congeniale agli Uomini siccome fin da bambini sanno cantare melodie e fin dal concepimento sono esposti al ritmo siccome sentono il battito cardiaco della madre. La musica permetta di migliorare direttamente l'acquisizione di L2 a livello di grammatica, pronuncia e vocabolario quando non è solo un'attività divertente che li porta a distrarsi a causa dell'ambiente giocoso che crea.[15]

Un esempio concreto riportato da Krashen di domande rivolte agli studenti in classe è "La tua attività preferita è nuotare. Quanto spesso nuoti? Dove nuoti? Hai mai fatto competizioni? Nuoti da solo? Chi ti ha insegnato a nuotare e quanto tempo fa? A chi altro piace nuotare? A chi non piace nuotare e perché? Cosa ti piace dunque?". In generale, molte pratiche di acquisizione di L2 possono essere trasformate in giochi attraverso la gamification. I giochi non sono intesi come attività di semplice rilassamento o diversivo rispetto alle solite attività, ma come attività per acquisire una lingua. I giochi sono utilizzabili anche con gli adulti, che però potrebbero scambiarli per attività rilassanti.
Krashen non parla esplicitamente di attività da fare in piccoli gruppi di lavoro (e.g., dato un racconto in terza persona con massimo 4/5 personaggi, il gruppo composto da massimo 4/5 persone trasforma il racconto in un dialogo a tre voci che poi inscena. Uno dei membri è anche incaricato di richiamare gli altri se si distraggono e eventualmente di svolgere il compito di facilitatore/moderatore); tuttavia, questo tipo di apprendimento cooperativo in aula (cooperative learning) è potenzialmente ammissibile siccome Krashen parla esplicitamente di attività e giochi di ruolo da fare in coppia, sviluppa anche le abilità di lavorare in un team e spinge anche l'apprendimento tra pari (peer learning) nel caso un discente non abbia capito un tratto linguistico ma i compagni sì, per cui i compagni con un livello linguistico più avanzato possono supportare quelli più deboli e includerli attivamente nel lavoro. L'efficacia della fase di problem solving dal punto di vista delle competenze in L2 può aumentare se è svolta in lingua straniera. A seguito dell'attività di apprendimento cooperativo, il docente può anche raccogliere feedback su come l'attività è stata recepita (e.g., se era motivante e se ci sono stati momenti di scontro).

### La Total Physical Response (TPR) e la TPRS
La Total Physical Response (TPR) di James Asher è un metodo in cui vengono attivati gran parte degli stili cognitivi (visivo, auditivo, cinestetico): in esso, il docente parla in L2 esponendo il vocabolo reso comprensibile attraverso la gestualità e le immagini; nel metodo classico, i primi vocaboli sono ordini, dunque sono verbi all'imperativo associati poi a oggetti e simili, come ad esempio "dammi la penna, dammi la penna blu, dammi la penna rossa, dammi la penna lentamente". Dopodiché, la classe ripete il vocabolo, vede il vocabolo scritto affiancato alle immagini e ripete la gestualità (e.g., oggetti mimati, verbi, emozioni legate a mimica facciale o del corpo); nel metodo classico, fondamentalmente eseguono un ordine. Gli studenti dunque ascoltano il docente e si attivano e gran parte delle attività sono focalizzate intorno all'ascolto e eventualmente al parlato; se desiderano parlare, possono farlo senza subire forzature analogamente al metodo naturale, per cui è permesso il periodo di silenzio. L'enfasi non è posta immediatamente sulla scrittura, ma sull'ascolto. Gran parte dell'input è costituita da azioni all'imperativo, che poi lasciano il posto a input reso comprensibile di altra natura (e.g., quando si descrive quanto appena accaduto usando la terza persona), e non c'è alcun bisogno di sequenziare l'input eccetto se il docente decide effettivamente di iniziare con comandi all'imperativo. In questo metodo, i discenti sono attivamente coinvolti.
Un'opera fondamentale in cui viene illustrata la TPR è "Learning Another Language Through Actions" di James John Asher. Il libro, pubblicato in sette edizioni, è stato pubblicato la prima volta nel 1977.

#### Il Total Physical Response Storytelling (TPRS)
Il Total Physical Response Storytelling (TPRS) è nato in origine come un'evoluzione della TPR ed è stato inventato da Blaine Ray negli Anni Novanta e sviluppato insieme a Contee Seely del Command Performance Language Institute. Secondo questo metodo, gli studenti non si limitano a eseguire ordini, ma mimano un breve e semplice storytelling, quindi una serie di azioni che, messe insieme, formano una storia anche assurda e divertente. Un'opera fondamentale in cui viene illustrato il TPRS è "Fluency Through TPR Storytelling: Achieving Real Language Acquisition in School" di Blaine Ray e Contee Seely, pubblicato in più edizioni. Un'opera che vi si affianca è il manuale "TPR is More Than Commands - at All Levels" di Contee Seely e Elizabeth Kuizenga Romijn, pubblicato in più edizioni (la seconda risale al 1996 o 1998).
Lo storytelling è preceduto da un'attività in cui i vocaboli (e.g., verbi d'azione e oggetti collegabili ai verbi) e le strutture vengono presentate con mezzi che li rendono comprensibili (e.g., gesti e traduzione, parlata con un ritmo che si adatta alla comprensione del discente; in particolare, il ritmo del parlato dovrebbe adattarsi allo studente che ha più difficoltà a capire, detto "studente barometro"). Per permettere un alto tasso di ripetizione dei vocaboli, il numero di vocaboli introdotto nei vari storytelling è basso. Il docente già in questa fase può controllare se il discente capisce attraverso la tecnica del segno di time-out (un gesto personalizzato con cui, senza bisogno di parlare, lo studente segnala di non avere capito) o attraverso la tecnica del finger count: il discente alza le mani e mostra tante dita quanto sente di avere capito. Per esempio, 10 dita indica che ha capito il 100%, 6 dita che ha capito il 60% ecc. Un'altra tecnica è chiedere "Cos'ho appena detto?", che però non è intesa come modo di punire chi non capisce ma come una domanda generica. La domanda diretta "Avete capito?" e simili, anche se introdotta come frase fatta fondamentale a inizio corso, potrebbe non funzionare se il discente si sente a rischio nel dire di no davanti al docente e alla classe.
Dopodiché, si procede allo storytelling. In particolare, nello storytelling le strutture nuove compaiono anche decine di volte. Le ripetizioni vengono aumentate se si fanno molte domande sia aperte che chiuse a ritmo serrato e tono un minimo concitato con la tecnica del "circling". Con questa tecnica, si mettono anche in pratica le cinque Wh- e si tengono i discenti attivi. Se nello storytelling un personaggio si sposta da un luogo all'altro (e.g., dall'ufficio al ristorante), dei punti della classe (e.g., dei banchi) possono simbolizzare i diversi luoghi, per cui il discente viene fatto spostare all'interno della classe.
Un esempio a caso di tecnica del circling all'interno di uno storytelling, dato un gruppo di strutture e vocaboli tutti o in gran parte noti e uno stile concitato, è: "Mario va al supermercato. Mario va al supermercato? Sì! Mario va al supermercato. Mario dove va? Mario va al supermercato! Mario va al cinema? No! Mario non va al cinema, Mario va al supermercato! Mario va in banca? No! Mario non va in banca, Mario va al supermercato! Mario va in discoteca? No! Mario non va in discoteca, Mario va al supermercato! Mario va al supermercato o in ufficio? Mario va al supermercato, Mario non va in ufficio! Mario va al supermercato o alla stazione? Mario va al supermercato, non va alla stazione! Mario va al supermercato e in biblioteca? No! Mario va al supermercato, Mario non va in biblioteca! Mario va al supermercato con un amico. Mario va al supermercato con un amico? Sì! Mario va al supermercato con un amico! Con chi va Mario al supermercato? Mario va al supermercato con un amico! Mario va al supermercato con il papà? No! Mario non va al supermercato con papà! Mario va al supermercato con la mamma? No! Mario non va al supermercato con la mamma! Mario va al supermercato con il cane? No! Mario non va al supermercato con il cane! Mario va al supermercato con il vicino? No! Mario non va al supermercato con il vicino! Mario va al supermercato con l'amico o con il capo? Mario va al supermercato con l'amico, Mario non va al supermercato con il capo! Mario va al supermercato con l'amico o con il segretario? Mario va al supermercato con l'amico, Mario non va al supermercato con il segretario! Mario va al supermercato con l'amico e lo zio? No! Mario non va al supermercato con l'amico e lo zio, Mario va al supermercato con l'amico! Mario va al supermercato in auto. Mario va al supermercato in auto? Sì! Mario va al supermercato in auto! Mario come va al supermercato? Mario va al supermercato in auto! Mario va al supermercato in autobus? No! Mario non va al supermercato in autobus, Mario va al supermercato in auto! Mario va al supermercato in tram? No! Mario non va al supermercato in tram, Mario va al supermercato in auto! Mario va al supermercato in bici? No! Mario non va al supermercato in bici, Mario va al supermercato in auto! Mario va al supermercato in moto? No! Mario non va al supermercato in moto, Mario va al supermercato in auto! Mario va al supermercato in treno? No! Mario non va al supermercato in treno, Mario va al supermercato in auto! Mario va al supermercato in auto o in monopattino? Mario va al supermercato in auto, Mario non va al supermercato in monopattino! Mario va al supermercato in auto o in skateboard? Mario va al supermercato in auto Mario va al supermercato in auto: chi va al supermercato in auto? Mario va al supermercato in auto! Marco va al supermercato in auto? No! Giorgio va al supermercato in auto? No! Mio nonno va al supermercato in auto? No! Il cane va al supermercato in auto? No! Mario va al supermercato in auto? Sì!" ecc.
Dopo lo storytelling, si fa leggere, tradurre e discutere un testo che contiene le strutture che sono stati acquisite tramite le attività nello storytelling; qualora ci siano ancora punti non comprensibili nell'input, il docente può mettersi di nuovo a gesticolare o a usare strategie analoghe. Il TPRS ammette l'uso della grammatica in quest'ultima fase/step per rendere l'input comprensibile, tuttavia le spiegazioni non sono le classiche lunghe spiegazioni verticali, ma sono dei brevissimi richiami che solitamente durano non oltre 5 secondi e che si possono ripetere più volte nell'arco del testo. Questa particolare tecnica viene detta "pop-up grammar" e occupa una parte molto piccola all'interno di un corso che si basa sulla TPRS e dunque sull'acquisizione linguistica.
Infine, il docente può aggiungere delle attività di Free Voluntary Reading (FVR, vedi sotto) per fornire altro input comprensibile.

### Il Free Voluntary Reading come attività autonoma
Il Free Voluntary Reading (FVR) consiste nella lettura in autonomia (possibilmente ad alta voce) di testi resi comprensibili, che dunque danno input comprensibile per acquisire una L2. Il FVR è l'antitesi della lettura assegnata ("Assigned Reading"). Il FVR fuori dalla scuola (e anche promosso durante le ore scolastiche), secondo l'ipotesi della lettura (Reading Hypothesis) di Krashen, è un'attività che migliora numerose competenze in L2, anche se non è l'unica attività. La lettura è una delle attività più diffuse che porta la mente umana a entrare in stato di flusso, per cui è completamente assorbita dal task, non prova alcuna sensazione di stress e cruccio ed è ricompensata dal task stesso invece che da altre ricompense esterne (è dunque un'attività fine a se stessa, "autotelica"); il filtro affettivo è dunque azzerato, la motivazione è massima e l'acquisizione è possibile.
Se la lettura è ad alta voce, il discente migliora l'articolazione dei suoni e arricchisce l'acquisizione della componente sonora che invece è assente nella concezione originale di Krashen, per cui la lettura è silenziosa ("Silent Reading"). La lettura ad alta voce inoltre ha un impatto positivo sulla produzione orale siccome i discenti che leggono ad alta voce mostrano una grammatica più ricca e frasi più lunghe rispetto al gruppo di controllo. Tuttavia, la lettura ad alta voce deve concentrare il focus in primis sul significato di quanto si legge invece che sulla mera pronuncia. Il FVR è assolutamente indispensabile per formare delle basi solide per raggiungere le competenze più avanzate in L2 in un secondo momento e, al 2004, secondo l'autore è una delle attività più carenti nel periodo scolastico. Qualora l'attività di FVR manchi, è estremamente difficile raggiungere. Il FVR aiuta anche nello sviluppo di maggiori competenze nella L1 a livello di incremento del vocabolario, accuratezza grammaticale, capacità di produzione scritta e orale e spelling/ortografia. In particolare, il fatto che il FVR di grandi quantità di testi aumenti le competenze nell'ortografia è dimostrabile con il dato fatto che, se un discente legge testi con errori di ortografia molto ricorrenti e dunque scritti male, assimila l'ortografia errata; uno studio fondamentale in questo campo specifico è stato svolto da Nisbet (1941). Anche quando le letture sono orientate all'acquisizione, rinforzo e avanzamento nella L2, vengono acquisite anche delle maggiori competenze di scrittura nella L1 secondo quanto dimostrato da Salyer (1987), Janopoulous (1986) e Kaplan e Palhinda (1981).
Alcuni testi tipici del Free Voluntary Reading sono i graded reader, fumetti e manga, post sui social network, articoli di giornali online, testi accademici e articoli e commenti nei blog e forum collegati a un topic/trend di interesse del discente e/o già noto (e.g., travel blog, blog di etnogastronomia); a ogni livello di competenza di un discente corrisponde un testo, per cui il livello di difficoltà grammaticale e del vocabolario sono adattati. In particolare, un testo adatto dal punto di vista lessicale non costringe il discente a dovere tradurre gran parte delle parole una a una; inoltre, la difficoltà lessicale e la mancanza di familiarità con il topic sono fattori molto più problematici rispetto alla difficoltà sintattica siccome in primis il significato generale delle frasi non riesce a essere capito e la parte non compresa di grammatica non può essere ripescata attraverso il senso generale e l'ipotesi dell'i+1. Ad ogni modo, tutti i principianti assoluti in una L2 non conoscono alcun vocabolo e non conoscono la pronuncia della lingua, anche se il sistema di scrittura è già noto per via di una parentela o di una conoscenza pregressa. Tuttavia, questa situazione universale di partenza non crea problemi se per esempio il discente acquisisce la pronuncia e i vocaboli fondamentali in forma orale (senza scrivere e senza inventarsi un proprio sistema di traslitterazione) e usati in contesto per capire la quasi totalità del contenuto dei primi testi di partenza, per cui de facto impara in un secondo momento a leggere in L2 e a beneficiare dell'acquisizione attraverso lo strumento della lettura. Inoltre, dato un corpus linguistico di partenza, può individuare, imparare e provare a usare subito il lessico più diffuso in assoluto di una lingua (e.g., gli sweet 16 verbs di Mike Peto).
Potenzialmente qualunque testo comprensibile anche in base al proprio livello pregresso può essere usato per svolgere il Free Voluntary Reading, per cui il FVR non si basa su graded reader e materiali autentici didattizzati. In tal modo, il discente può continuare a ricevere input comprensibile al di fuori di una classe e senza la presenza di un parlante nativo collaborativo, per cui rinforza le proprie conoscenze o le estende. L'efficacia aumenta se l'argomento del testo è motivante per il discente. Il discente può comunque saltare interi passaggi non interessanti o troppo difficili; qualora sia nella totale incapacità di capire poche parole isolate, può usare un dizionario invece di saltarle. Il FVR può procedere a una velocità che si adatta al singolo discente, siccome i singoli discenti possono avere diverse velocità di lettura, comprensione e di avanzamento complessivo. Il FVR viene suddiviso in due tipologie in base al livello di comprensione del testo: nella lettura estensiva (Extensive Reading), il discente coglie il senso generale e il significato complessivo di una vastissima mole di testi, mentre nella lettura intensiva (Intensive Reading) il discente coglie il 100% del senso di pochi testi. Se si mira all'acquisizione di L2, Krashen spiega che la lettura estensiva permette di entrare in contatto con il contenuto semantico e grammaticale di numerosissimi testi tutti sullo stesso topic e/o scritti dallo stesso autore (per cui il discente ha un minimo di controllo sul vocabolario e stile e può specializzarsi precocemente in un topic e stile). L'attività di Free Voluntary Reading, in quanto è basata sul piacere e sull'iniziativa personale, non prevede lo svolgimento di test di alcun tipo a fine lettura, per cui i classici brevi esercizi di comprensione nei libri di testo scolastici non sono progettati in partenza per essere FVR. Non prevede nemmeno delle particolari ricompense a fine attività, siccome il piacere dell'attività stessa e la competenza linguistica che vi deriva sono le ricompense.
Il docente può intervenire in quest'attività di Free Voluntary Reading nonostante sia "spontanea" da parte del discente: semplicemente, il docente conosce i topic di interesse del discente e/o i suoi generi prediletti (e.g., i viaggi e i travel blog) e dunque gli offre dei testi tutti centrati su un argomento di interesse o su un genere testuale particolare per fare Free Voluntary Reading estensivo; tutti i materiali autentici sono inoltre didattizzabili, per cui un testo si può semplificare ad esempio con la sua riscrittura parziale (aggiunte, cancellature, uso di sinonimi), con l'aggiunta di foto o con l'aggiunta di annotazioni. La lettura ottimale per l'acquisizione è estensiva ma non procede completamente a caso, siccome è guidata da una coerenza di topic, di interessi e/o di genere testuale. L'acquisizione linguistica di L2 segue la comprensione dell'input scritto, dunque segue in generale una buona comprensione di quanto è scritto. L'abilità di decodificare il significato nei testi aumenta con l'esperienza, per cui i discenti che si avvicinano le prime volte alla lettura estensiva potrebbero avere dei problemi. Un'abilità fondamentale per decodificare è quella di individuare i dettagli giusti nel testo che permettono la decodificazione invece di ignorarli o di fermarsi parola per parola (e dunque raccogliere dettagli in quantità eccessiva e irrilevanti). Siccome un testo è composto da più frasi, per cogliere il senso generale vale lo stesso principio, per cui delle frasi sono fondamentali, mentre altre sono meno rilevanti. Le immagini che eventualmente accompagnano un testo possono aiutare a decodificare il testo prima ancora di leggerlo come strategia pre-lettura (pre-reading strategy), come anche la conoscenza di background/pregressa sull'argomento e la lettura del titolo del testo qualora sia presente. Se il testo è accompagnato da un video, vale lo stesso principio. Avere delle buone strategie di lettura nella propria L1 non implica che il discente le abbia già sviluppate nella L2; in particolare, potrebbero prediligere la lettura intensiva a quella estensiva, con un esito deleterio. Due tecniche per sviluppare quest'abilità, oltre a conoscere a livello consapevole e esplicito la differenza tra lettura estensiva e intensiva, sono l'eliminazione di parole superflue da un testo tirando una riga e il cloze reading ("lettura ravvicinata"), per cui si propone un testo in cui una parola da indovinare in modo approssimativo viene tolta dal testo ogni N parole (ogni 5-10).
Krashen, in "The Power of Reading", raccomanda in particolare di leggere in lingua straniera siccome non solo aumenta la competenza nella L2, ma il discente può imparare qualcosa di nuovo, qualunque essa sia (e.g., da un travel blog, può scoprire l'esistenza di una città o borgo interessante e la sua Storia e tradizioni); inoltre, se nel tempo in cui un docente con un metodo tradizionale fa una lunga spiegazione verticale delle regole di grammatica e pronuncia astratte (incluse quelle cognitivamente più difficili da capire e utilizzare nel monitor) con esercizi annessi opta invece per attività basate sull'input comprensibile (anche attraverso testi di Free Voluntary Reading personalizzati), un discente ha maggiori occasioni di entrare in contatto con nuova morfologia, elementi culturali legati all'uso della lingua, sintassi, lessico e conoscenza del mondo e di sé. In caso contrario, queste occasioni verrebbero perse.
Qualora i testi e libri siano di difficoltà crescente, il passaggio dai libri di livello semplice a quelli di livelli più elevati non è necessariamente lineare: secondo uno studio di Beniko Mason e Stephen Krashen (1997), alcuni discenti possono partire dai testi semplici, approdare a quelli più difficili, tornare indietro per un periodo a quelli più semplici e infine riapprodare nuovamente a quelli più difficili.
La lettura estensiva e il Free Voluntary Reading con l'aggiunta della personalizzazione e di un'eventuale didattizzazione dei materiali autentici oggi sono sempre applicabili grazie soprattutto all'esistenza di internet. In passato, internet non era diffuso e mancava anche la possibilità di reperire monologhi e dialoghi con velocità regolabile e sottotitoli in più lingue sia visualizzabili che scaricabili attraverso social media come ad esempio YouTube. Mancavano poi traduttori online con un buon grado di affidabilità, con cui si possono sia tradurre testi e singole parole, sia generare testi completamente nuovi, sia trasformare testi scritti (anche in un alfabeto sconosciuto) in testi audio ascoltabili. Dopodiché, mancavano anche i corpora linguistici online, in cui si può inserire un vocabolo o uno spezzone di frase per osservare tutte le frasi in cui tale vocabolo o inciso compare per capire l'uso in contesto (si possono anche ordinare le frasi in base alle tipiche parole che compaiono a sinistra e a destra del vocabolo o espressione in modo tale da generare le collocazioni, cioè le combinazioni tipiche di vocaboli). Infine, l'intelligenza artificiale (AI) giunta a un buon grado di maturazione permette oggi inoltre di creare foto per rendere comprensibile un testo in L2 e di semplificare e/o riassumere un testo lungo e complesso in L2, cosa impossibile al tempo della pubblicazione delle due opere di Krashen. Il FVR e la presenza delle tecnologie ICT permettono perfino di mantenere e sviluppare la propria lingua nativa (o "lingua ereditata", dall'inglese "heritage language", HL) nel momento in cui un parlante si sposta a vivere all'estero, laddove non è parlata la sua L1.
In base al calcolo matematico, anche solo 15 minuti di FVR in una L2 al giorno per un anno (365 giorni) porta a 5475 minuti di lettura totali, cioè 91 ore circa di esposizione a input linguistico; il totale aumenta se si aumentano i minuti di FVR o se l'attività è sostenuta nel corso degli anni. Ad esempio, un secondo anno di FVR in L2 porta a oltre 180 ore di esposizione, cioè a tre ipotetici corsi universitari di lingua straniera da 60 ore sommati insieme.

### Il Free Voluntary Reading adattato in classe
Il Free Voluntary Reading come attività integrata in un programma scolastico che riguarda in particolare la L1 viene solitamente chiamato "Sustained Silent Reading" (SSR) e "Self-Selected Reading"; la lettura avviene per esempio ogni giorno per 5-15 minuti e a volte è associata a attività come il riassunto e commento di quanto letto o una discussione in classe di quanto letto per accertarsi che il discente abbia effettivamente svolto la lettura ("minimal accountability"), che però possono essere attività demotivanti in particolare se diventano numerose e pesanti da svolgere. Il FVR avviene direttamente durante il periodo scolastico, dunque non viene rilegato ai periodi di vacanza.
In un'ultima opera fondamentale che riguarda il FVR in L1 ma le cui idee sono generalizzabili alle L2, "The Book Whisperer" di Donalyn Miller (2009), viene illustrato un metodo che permette di esercitare un'attività pressoché identica al FVR direttamente in classe. Il docente infatti non necessariamente si limita a selezionare dei testi in base alle preferenze di uno o più discenti e/o a semplificarli qualora siano troppo complessi, ma secondo Donalyn Miller può munire la classe di una sorta di libreria di classe (classroom library) di testi di argomenti e generi disparati e adatti al livello della classe da cui ogni discente seleziona una o più letture in base ai topic di proprio interesse. La libreria di classe viene aggiornata regolarmente dal docente in qualità di curatore; alcuni suggerimenti possono venire pure dagli studenti stessi. Se le letture in più sono in L2 e sono rese comprensibili, il discente acquisisce la L2, apprende nuove conoscenze e sviluppa la passione per la lettura in generale e nella L2 studiata. L'attività di FVR in classe si può affiancare a altre attività ma, se implementata, deve diventare una routine, va svolta in un ambiente confortevole e non deve essere vissuta come una forzatura da parte dei discenti, sennò il coinvolgimento non è autentico e viene a mancare una sensazione di guida e autonomia nel percorso di scelta e acquisizione. Un discente che sceglie testi di topic e argomenti disparati e dunque incoerenti tra loro non è condannato da Miller siccome espande i propri orizzonti letterari. Infine, al posto dei test di comprensione o grammatica, Miller propone come attività a fine lettura le discussioni su quanto letto (book talks), le recensioni dei libri e la scrittura a cadenza regolare di un diario (reading journal o "reading log") in cui svolgere riflessioni sul proprio stato d'animo, domande, fenomeni osservati nel percorso di acquisizione e che connessione personale sentono con il materiale letto. Miller tiene in considerazione anche lavori di gruppo incentrati sulle letture (e.g., recite teatrali, poster e simili, finti trailer cinematografici) e la formazione di circoli e club letterari tra studenti accomunati dalla passione verso lo stesso topic o genere letterario. Tutti i materiali prodotti (appunti sulle discussioni, recensioni, il diario e le descrizioni dei lavori di gruppo) sono raccolti in una cartella o "portfolio" personale che documenta in modo ordinato l'intero percorso e i risultati positivi che sono stati ottenuti. Infine, propone lo svolgimento di colloqui faccia a faccia con i singoli studenti per aiutarli a sviluppare un buon metodo di lettura (e.g., guardare il titolo e le immagini per comprendere meglio un testo come strategia di pre-lettura) e discutere meglio le preferenze. La sfida maggiore è quella di trasformare i discenti in lifelong reader, cioè in lettori che per abitudine stabile non smettono di leggere per tutta la vita e che dunque praticano il lifelong learning. Dunque, il FVR adattato alla classe non solo fa parte dell'educazione alle lingue straniere (secondo la distinzione di Sternfeld tra "training nella L2" e "educazione alle lingue straniere"), ma può svolgere anche un'attività di educazione alla lettura nelle lingue straniere contrapposta al mero training nella lettura nella L2 specifica.

#### Lo Shared Reading
Nel metodo Shared Reading ("Lettura condivisa"), il docente legge ad alta voce un libro ai discenti, come se questi ultimi fossero dei bambini che si fanno leggere una fiaba dalla madre prima di addormentarsi. I discenti, che eventualmente possono anche prendere delle parole chiave come appunti, a fine lettura discutono con il docente quanto letto. Il contenuto viene poi riletto insieme e messo in scena attraverso un roleplay. Delle parti vengono poi disegnate con didascalie (caption). Infine, il testo viene parzialmente o totalmente riscritto con cambi di personaggi ed eventi. La velocità di lettura deve adattarsi al livello linguistico dei discenti, che altrimenti non hanno il tempo di processare cognitivamente la catena fonica. Pertanto, se sono dei principianti, la velocità di lettura è molto lenta; in particolare, se si riprende un concetto dalla TPR Storytelling, i discenti con maggiori difficoltà nell'ascolto sono il punto di riferimento per settare la velocità di lettura in quanto studenti-barometro. Un limite dello Shared Reading è la mancata possibilità di rileggere il testo, se i discenti non ne possiedono una versione scritta; pertanto, la velocità di avanzamento complessiva può non rispecchiare quella dei discenti.

#### I "Libri fatti a mano"
Una strategia alternativa di FVR adattato in classe è stata elaborata da Jeff McQuillan, che ha svolto il proprio PhD con Krashen, e da Elizabeth Dupuy ed è detta "Handcrafted Books" (HB), cioè "Libri fatti a mano": secondo questa strategia, i discenti di L2 più avanzati e dunque appartenenti a una classe più avanzata (e.g., il quarto e quinto anno di college) scrivono delle storie in L2 di livello adatto ai discenti dei primissimi anni e dunque di livello principiante. Le storie, che potevano essere scritte su carta o stampate con un font grande e leggibile, venivano anche illustrate dagli autori con disegni a mano, ritagli di giornale incollati e immagini create al computer; le illustrazioni rendevano il lavoro finale più comprensibile e anche più interessante. In tal modo, i discenti con competenze più avanzate possono esercitarsi a scrivere, mentre i discenti principianti possono avere un rifornimento di testi da leggere per venire a contatto con input comprensibile e svolgere attività di FVR in classe. I testi, prima di essere consegnati ai discenti principianti, vengono riletti e migliorati più volte dagli autori e sottoposti a rilettura finale da parte del docente. I testi infine possono essere conservati dal docente per formare una libreria che va espandendosi, per cui la strategia mostra un'affinità con la proposta di Donalyn Miller. I testi erano lunghi al massimo 25 pagine, per cui la lunghezza dei libri non era eccessiva; i testi avevano anche una copertina con il titolo dell'opera, gli autori e l'eventuale illustratore. Con il consenso degli autori, i libri sono stati infine pubblicati in internet per renderli accessibili in forma dematerializzata a un pubblico potenzialmente vastissimo. Nell'esperimento pilota, 250 studenti di francese della Louisiana State University (LSU) hanno prodotto in totale circa 400 testi di vario genere, inclusi dei fumetti. In un sondaggio, hanno trovato questo task di scrittura interessante rispetto ai task tradizionali di scrittura; in particolare, hanno apprezzato la creatività del task, il fatto di essere diventati autori e la possibilità di scegliere in autonomia il topic da sviluppare per creare il libro. Gli unici commenti negativi erano riferiti al voto sul proprio libro fatto a mano e alle scarse abilità artistiche di alcuni discenti. Il voto è stato assegnato al libro fatto a mano in base all'intelligibilità dell'intero contenuto e a quanto era ritenuto interessante per il lettore, per cui la correttezza grammaticale è stata corretta dal docente ma ignorata in sede di assegnazione del voto. I Libri fatti a mano sono anche digitalizzabili in vari modi e condivisibili in librerie virtuali liberamente accessibili in internet.

#### Il Language Experience Approach
Il Language Experience Approach, ideato da Roach Van Allen negli Anni '60, permette di produrre i Libri fatti a mano con un approccio alternativo a quello di McQuillan e Dupuy: secondo questo metodo nato nell'ambito dell'educazione nella L1 e modificato e esteso alle L2, i discenti dettano una o più storie al docente, che dunque traduce i testi. I testi tradotti sono input reso comprensibile dalla traduzione e sono potenzialmente motivanti per i discenti in quanto sono stati creati in primis da loro. Inoltre, i testi contengono elementi di cui i discenti hanno già fatto esperienza in qualche modo (e.g., una vacanza al mare o simili) siccome sono dettati da loro. Questi testi, una volta raccolti, possono essere trasformati in una libreria o in Libri fatti a mano, le cui illustrazioni possono essere prodotte dai discenti a mano o con mezzi virtuali. Questo approccio fa capo all'open learning, teorizzato da Freinet e Montessori. Anche i Libri fatti a mano secondo quest'altro approccio sono smaterializzabili e liberamente condivisibili in versione paperless in internet.

#### Il Book Flood
Il concetto di Book Flood, espressione coniata nel 1991 da Warwick B. Elley, indica un programma di acquisizione linguistica di una L2 basato su un mix di metodi classificabili come Free Voluntary Reading. Il programma da lei indicato come "Book Flood" comprendeva delle sessioni in classe di Shared Reading e Language Experience miste al FVR svolto a casa ed è stato implementato a Singapore con successo. L'attività ha portato i discenti a sviluppare maggiori abilità nella produzione orale e scritta, vocabolario, ascolto e comprensione del testo rispetto ai discenti che hanno appreso l'inglese come L2 attraverso l'approccio tradizionale. L'espressione "Book Flood" è traducibile in italiano come "Piena di libri, Esondazione di libri, Inondazione di libri, Straripamento di libri, Fiumana di libri, Marea di libri" in base alle sfumature di significato della parola "flood". La Piena di libri scardina il confine tra FVR in classe e FVR a scuola, ragion per cui la differenza tra i due tipi non implica l'impossibilità di unire entrambe le attività; il FVR a casa o un'unione dei due tipi permette inoltre di aumentare il tempo di esposizione all'input comprensibile e interessante nella L2 siccome il tempo in aula dedicabile alla L2 è tendenzialmente limitato, anche nel momento in cui le poche ore a disposizione (e.g., 3 ore settimanali) sono usate bene. La Piena di libri, come metodo di acquisizione di L2 e miglioramento in L1, ha inoltre il vantaggio di creare un mix di strategie di FVR e di educare alla lettura in L2 (e potenzialmente anche in L1).

### L'immersione linguistica a scuola e il metodo CLIL
Infine, altre due attività di acquisizione di L2 sono avere conversazioni autentiche con i nativi e studiare una materia scolastica interamente o parzialmente in lingua straniera. Un esempio è costituito dalle materie universitarie interamente in inglese.
Un altro esempio è quello dei progetti CLIL (Content and Language Integrated Learning). Il CLIL è un metodo particolare di apprendimento di contenuti volto sia a apprendere una disciplina non linguistica (DNL), sia a migliorare le proprie competenze linguistiche: secondo questo metodo, un argomento di una materia scolastica (a prescindere che sia una materia umanistica o STEM) viene parzialmente trattato in lingua straniera da almeno un docente con la collaborazione di almeno un altro docente di una lingua straniera insegnata nello stesso corso di studi. La lingua usata pertanto conterrà degli elementi di linguaggio tecnico-specialistico (microlingua) appartenente a una comunità di pratica particolare (community of practice), come ad esempio Matematica, Fisica, Arte, Marketing e Diritto. Un programma CLIL dunque può essere gestito da un team anche abbastanza ampio di docenti di più discipline, per cui viene indicata come un'attività di "Team Teaching". Il termine "CLIL" è stato coniato da David Marsh e Anne Maljers nel 1994 e si basa sui principi derivati dalla ricerca sull'immersione linguistica/bilingue e sulle quattro "C" formalizzate dai due autori: Contenuto, Cognizione, Comunicazione e Cultura, a cui Isabel de Maurissens (2018) aggiunge Cooperazione.
Il metodo di organizzazione tra docenti di un programma CLIL non è prefissato; Karin Goetz (2000) ha individuato 6 metodi di cooperazione tipici nel Team Teaching, e dunque nei programmi CLIL che vengono riportati da Marcella Menegale (2008).
Il metodo CLIL è stato elogiato dalla Commissione Europea nell'elaborazione dell'Action Plan 2004-2006 per la promozione dell'apprendimento delle lingue e della diversità linguistica fin da piccoli e del lifelong learning relativo alle lingue straniere. Il metodo CLIL si è sviluppato e diffuso in Europa in modo capillare; l'Italia nel 2010 è stata il primo Paese dell'Unione Europea che ha inserito il CLIL nell'ordinamento scolastico. Secondo la pubblicazione "Cifre chiave dell’insegnamento delle lingue a scuola in Europa" dell'Unione Europea (2023), questo sistema a due certificazioni obbligatorie nel 2023 era presente anche in Francia e in alcune Comunità autonome della Spagna.

### I metodi suggestopedici
Suggestopedia, detto anche "metodo suggestopedico", nella sua versione classica è un metodo inventato dal neurologo ungherese Georgi Lozanov e praticato nell'Istituto di Ricerca Statale sulla Suggestologia (State Suggestology Research Institute) fondato nel 1966 a Sofia, in Bulgaria. Esso è fondato su una teoria scientifica di Lozanov, la Suggestologia, che però non è ancora accettata come scienza. Nella versione classica, i corsi erano intensivi (4 ore al giorno per un mese) ed erano condotti in gruppi di 12 studenti in un'aula confortevole. Gli studenti hanno tutti un nickname e sono seduti su sedie comode in cerchio. La lezione è divisa in 3 parti: nella prima parte, viene fatto un ripasso attraverso conversazioni, giochi (dunque attività trasformate attraverso la gamification) e recite; la correzione degli errori è facoltativa. Nella seconda parte, vengono letti a velocità normale dei dialoghi molto lunghi basati su situazioni familiari ai discenti. Nella terza parte, i dialoghi vengono letti dal docente mentre gli studenti seguono il testo e contemporaneamente eseguono la respirazione ritmica presa dallo yoga per rilassarsi. Tenendo il ritmo di respirazione rilassato degli studenti, il testo viene letto in brevissimi spezzoni prima nella L1 dei discenti (nel caso originale, in bulgaro), dopodiché in lingua straniera. Tra uno spezzone e l'altro, si lascia una pausa. Finita la lettura del testo, mentre gli studenti ascoltano musica rilassante di sottofondo (nella versione originale del metodo, musica barocca), chiudono gli occhi e meditano su quanto appena letto e sentito in L2. Dopodiché, condividono quanto appreso attraverso il dialogo, azioni e simili. Dunque, molte caratteristiche di questo metodo sono tecniche di rilassamento che hanno l'intento di abbassare il filtro affettivo. Non è presente un sequenziamento rigido della grammatica.
Tre varianti del metodo suggestopedico classico sono il Superlearning, il Suggestive Accelerated Learning and Teaching (SALT) e la Psychopädie.
Un limite del metodo Suggestopedia è che ha bisogno di attrezzature specifiche e di un training specifico per l'insegnante per essere messo in pratica, per cui non è flessibile come il Natural Approach. Un altro limite è indicato da una serie di critiche in un rapporto dell'UNESCO pubblicato a Parigi nel dicembre 1980; in particolare, la suggestologia viene attaccata in quanto mancano ancora elementi sufficienti per dichiararla scienza, mentre i feedback positivi dei discenti che hanno studiato le lingue con il metodo suggestopedico potrebbero derivare dalla novità dell'esperienza e non da elementi più profondi.

### Il metodo Silent Way
Nel metodo Silent Way, inventato dal pedagogista Caleb Gattegno nel 1963, il docente fa acquisire la lingua pressoché senza parlare in prima persona ma indicando gli elementi grammaticali su una lavagna; inoltre, i discenti ascoltano in silenzio, senza esporsi mai, come soluzione molto drastica per abbassare il filtro affettivo.

### L'applicazione dell'ipotesi del noticing
Il concetto di noticing è collegato a quello di intake. L'intake (o uptake) è la parte di input comprensibile che viene contestualmente notata, cioè su cui il discente presta attenzione, e a cui dà importanza. L'intake dunque diventa conoscenza stabile in quanto viene memorizzato nella memoria a lungo termine. Secondo l'ipotesi del noticing di Richard Schmidt, l'input solo se viene coscientemente notato diventa intake, per cui il discente impara la lingua (attraverso l'acquisizione).
Da questo assunto base è nato un gruppo di tecniche che serve a fare notare le caratteristiche salienti dell'input per massimizzare l'intake. Oltre a proporre contenuti motivanti, un docente può adattare strategie verbali e non verbali per fare notare qualcosa (e.g., usare un font diverso, i colori, il grassetto, il corsivo, la sottolineatura, l'evidenziatore, grandezza del font, può sottolineare o cerchiare la morfologia, può fare pause con la voce o rallentare, aumentare il volume della voce, indicare con il dito, fare gesti di richiamo dell'attenzione...). Inoltre, deve avere cura di fare sentire bene suoni anche sfuggenti e dallo scarso peso fonico come la /s/ finale in inglese (rispetto a /ŋ/ finale) e la morfologia qualora sia in sillabe non accentate e che dunque tendono a essere percepite di meno (e.g., le sillabe finali in tedesco). Infine, deve fare capire come i mutamenti morfologici siano importanti e non secondari nel dare un diverso significato grammaticale a ogni vocabolo, in modo tale che i discenti vi diano importanza.
Il noticing potrebbe essere la causa per cui l'apprendimento della grammatica (in modo esplicito o induttivo) migliora in parte la produzione scritta e orale soprattutto laddove le regole non sono cognitivamente troppo complesse. Infatti il miglioramento deriva da due possibili cause: la prima è la comprensione della regola e dunque la sua applicazione attraverso il monitor, mentre la seconda è semplicemente un aumento della salienza delle forme (e.g., morfologia) per cui vengono notate più facilmente nell'input.

### Gli Sweet 16 Verbs e la loro espansione
I 16 verbi comuni a numerose lingue mondiali e contestualmente molto diffusi, elastici da usare e utili sia nella produzione di input comprensibile che di output sono indicati in tabella alla 3° persona singolare e plurale; lo scopritore degli Sweet Sixteen Verbs è Mike Peto nel contesto del Total Physical Response Storytelling (TPR Storytelling), per cui tali verbi erano insegnati precocemente e fatti usare in forma affermativa e negativa in brevi storie dotate di pantomima. Sette verbi mostrano delle divergenze tra le varie fonti, per cui per completezza sono incluse tra parentesi quadre anche le divergenze, per un totale di 23 verbi fondamentali. Gli Sweet 16 Verbs non includono verbi mediamente necessari per la sopravvivenza quotidiana e abbastanza elastici da usare come "mangiare, bere, dormire, lavorare, comprare/vendere, guidare, lavare, cucinare...", tuttavia la lista originale di 16 verbi (inclusa l'espansione a 23 verbi) non è prescrittiva, ma indicativa; pertanto, un docente o discente può inserire delle aggiunte marginali di verbi ritenuti diffusi e molto elastici nell'uso, senza sovraccaricare la lista finale.
Gli Sweet 16 Verbs si possono usare precocemente anche in altri approcci naturali siccome non sono stati creati per essere confinati al TPR Storytelling. In alcune scuole, gli Sweet 16 Verbs sono disegnati sui cartelloni e appesi sulle pareti. Una lista analoga è quella dei Super 7 Verbs di Terry Waltz, ma gli Sweet 16 Verbs di Mike Peto sono una lista più vasta e dunque con maggiori potenzialità, anche se di contro il tempo speso per l'insegnamento e l'acquisizione è più lungo.
| Inglese [he, she, it; they]                                          | Italiano [lui, lei; loro]                                     | Spagnolo (Sp.) [él, ella; ellos/as]                           | Portoghese (Br.) [você; eles/as]                                  | Francese [il, elle; ils, elles]                                  | Tedesco [er, sie, es; sie]                                |
| -------------------------------------------------------------------- | ------------------------------------------------------------- | ------------------------------------------------------------- | ----------------------------------------------------------------- | ---------------------------------------------------------------- | --------------------------------------------------------- |
| is [at a place/located] are [at a place/located]                     | si trova, si trovano                                          | está, estan                                                   | está, estão                                                       | est, sont                                                        | liegt, liegen                                             |
| there is, there are                                                  | c'è, ci sono                                                  | hay [invar.]                                                  | tem [invar.]                                                      | il y a [invar.]                                                  | ist, sind                                                 |
| has, have [is, are]                                                  | ha, hanno [è, sono]                                           | tiene, tienen [es, son]                                       | tem, têm [e/ou é, são]                                            | a, ont [est, sont]                                               | hat, haben [ist, sind]                                    |
| likes, like [loves, love]                                            | gli piace, gli piacciono [ama, amano]                         | gusta, gusta(n) [ama, aman]                                   | gosta, gostam [ama, amam]                                         | aime, aiment                                                     | mag, mögen [liebt, lieben]                                |
| goes, go (to) [comes, come]                                          | va, vanno (a) [viene, vengono]                                | va, van (a) [viene, vienen]                                   | vai, vão (para) [vem, vêm]                                        | va, vont (à) [vient, viennent]                                   | geht, gehen (zur) kommt, kommen                           |
| wants, want                                                          | vuole, vogliono                                               | quiere, quieren                                               | quer, querem                                                      | veut, veulent                                                    | will, wollen                                              |
| leaves, leave                                                        | se ne va, se ne vanno                                         | se va, se van                                                 | sai, saem                                                         | part, partent                                                    | geht, verlassen                                           |
| does/makes, do/make                                                  | fa, fanno                                                     | hace, hacen                                                   | faz, fazem                                                        | fait, font                                                       | macht, machen                                             |
| puts, put                                                            | mette, mettono                                                | pone, ponen                                                   | coloca, colocam                                                   | met, mettent                                                     | legt, legen                                               |
| can/is able to can/are able to                                       | sa (fare), sanno (fare), è capace di, sono capaci di          | puede, pueden                                                 | sabe, sabem                                                       | peut, peuvent                                                    | kann, können                                              |
| gives, give (to) [brings, bring (to)]                                | da, danno (a) [porta, portano (a)]                            | da, dan (a) [trae, traen (a)]                                 | dá, dão (para) [traz, trazem (para)]                              | donne, donnent (à) [apporte, apportent (à)]                      | gibt, geben [bringt, bringen]                             |
| says, say                                                            | dice, dicono (che)                                            | dice, dicen (que)                                             | diz, dizem (que)                                                  | dit, disent                                                      | sagt, sagen                                               |
| knows, know (that) [thinks, think (that)] [believes, believe (that)] | sa, sanno (che) [pensa, pensano (che)] [crede, credono (che)] | sabe, saben (que) [piensa, piensan (que)] [cree, creen (que)] | sabe, sabem (que) [acha, acham (que)] [acredita, acreditam (que)] | sait, savent (que) [pense, pensent (que)] [croit, croient (que)] | weiß, wissen dass denkt, denken dass glaubt, glauben dass |
| sees, see                                                            | vede, vedono                                                  | ve, ven                                                       | vê, veem                                                          | voit, voient                                                     | sieht, sehen                                              |
| returns, return (to) [hear, hears]                                   | ritorna, ritornano (a) [ascolta, ascoltano]                   | regresa, regresan (a) [oye, oyen]                             | retorna, retornam (para) [ouve, ouvem]                            | revient, reviennent (à) [écoute, écoutent]                       | kehrt, kehren zur [hört, hören]                           |

## Didattica acquisizionale delle lingue antiche
L'approccio naturale o "biologico" o "umanistico-affettivo" è utilizzabile con qualunque lingua, incluse quelle artificiali come l'esperanto e quelle antiche come il latino classico e medievale, il greco antico e koiné e il sanscrito vedico e classico. In particolare, il latino classico è stato insegnato attraverso un approccio naturale da Hans Ørberg, autore di Lingua Latina per se illustrata (1955; seconda edizione definitiva del 1990). Il testo è diviso in tre parti: Pars I (Familia romana), Pars II (Roma aeterna) e Colloquia personarum. Il greco antico è stato insegnato seguendo un approccio analogo da Maurice Balme e Gilbert Lawall, autori di Athenaze (Ἀθήνᾱζε), diviso in volume I e volume II. Entrambe le opere sono state pubblicate anche in Italia dall'editore Accademia Vivarium Novum nel 2013. Le edizioni italiane di entrambe le opere presentano delle espansioni e Athenaze cerca di rendere il lessico più comprensibile attraverso l'uso di qualche illustrazione grafica; di contro, la versione originale in inglese di Athenaze presenta delle mini-tavole di vocaboli e espressioni con traduzione prima di ogni brano per rendere i testi più chiari e/o per evitare che delle eventuali illustrazioni grafiche risultino oscure e ambigue al lettore. L'insegnamento del latino classico attraverso un approccio naturale è detto impropriamente "Metodo Ørberg". In realtà, Ørberg applica le conoscenze dell'acquisizione delle lingue straniere (in particolare le ipotesi di Krashen) e un metodo simile al Natural Approach di Krashen e Terrell a una lingua antica invece che a una lingua moderna. Riguardo al sanscrito classico, Amaharasa è un sito che offre delle storielle per acquisire il sanscrito senza basarsi sullo studio verticale della grammatica e senza l'uso dei pattern drill; cliccando sopra i singoli vocaboli (disponibili in devanagari e in romanizzazione) di ogni storiella, è possibile vedere il significato in inglese. Un'altra organizzazione presente in più Stati, Samskrita Bharati, offre una collana di libri in sanscrito per acquisire la lingua.

## I test in contesto acquisizionale
Riguardo ai test di valutazione, in contesto di scuola non dell'obbligo non sono obbligatori, per cui si possono evitare: infatti, secondo Krashen, la responsabilità maggiore del successo di un corso è imputabile al docente siccome è lui che consegna input comprensibile ai discenti e si occupa di tenere il filtro affettivo abbassato; nel contesto nel Free Voluntary Reading (FVR), ogni tipo di test imposto è totalmente assente siccome è stressante o demotivante nei confronti della lettura. In contesto di istruzione obbligatoria, un numero congruo di test in forma scritta e orale da somministrare durante i vari sottoperiodi di un anno scolastico costituisce un obbligo per Legge e per regolamento d'istituto; tali test inoltre devono riportare un voto numerico e in pagella sono assommati insieme attraverso la media matematica. In generale gli studenti tendono a studiare e prepararsi con più o meno anticipo per i test obbligatori; il loro superamento è l'obiettivo primario. Pertanto, secondo quanto asserito da Krashen e Terrell nell'ambito del Natural Approach, il docente deve predisporre dei test che portino gli studenti a esporsi a input comprensibile. Ad esempio, un test di conversazione un minimo realistica e improvvisata (su argomenti trattati in classe) tra compagni in cui viene testata anche la capacità di gestire una conversazione è un momento di pratica che invoglia a esporsi a input comprensibile e a fare conversazione per esercitarsi. Qualora la classe abbia molti discenti (25-35), siccome tale esercizio consuma molto tempo, i discenti possono svolgere esercizi di lingua nel mentre (e.g., leggere dei testi comprensibili). Un esercizio analogo è fare domande di comprensione su un testo scritto (anche pescato a caso da una batteria di testi che il discente può già conoscere o deve avere preparato in autonomia). I test classici che testano solo la conoscenza della grammatica pura vanno limitati o tolti se il focus del percorso che porta al test è basato sull'acquisizione. Un altro test proposto è il test di comprensione orale, che permette la produzione orale; la lettura può essere resa più comprensibile se per esempio è lenta ed è accompagnata da gesti, espressioni facciali, onomatopee e pause ed è effettuata due volte. Un altro ancora è il test in cui si mostra una foto o illustrazione e si fanno domande sul contenuto della foto. Altri test includono i dibattiti e i test scritti (e.g., scrivere una lettera, riempire un form, scrivere un saggio, scrivere un episodio che riguarda il proprio vissuto).
I test sulla grammatica (morfologia e sintassi) e i test sulla sola pronuncia sono da evitare in favore ai test che spingono verso la comunicazione e la capacità di comprendere e farsi comprendere; inoltre, questi due tipi di test decontestualizzano l'uso della lingua, per cui diventa astratto e poco rilevante. Gli esercizi di ascolto basati su dialoghi registrati fatti ascoltare tendono ad astrarre il linguaggio in uso siccome si toglie tutta la comunicazione non verbale che tipicamente accompagna un'interazione dal vivo; un dialogo registrato in formato video risolve questi problemi.

### Aspetti docimologici
Nel contesto dell'istruzione obbligatoria, in cui sono obbligatori i test con voti specificatamente numerici (eccetto, per esempio, nella scuola primaria in Italia al 2025), la valutazione delle competenze linguistiche per non innalzare il filtro affettivo può orientarsi verso la valutazione evolutiva in docimologia, per cui solo l'ultimo voto dell'anno in un test di lingua fa media. La valutazione evolutiva, tra i vari, viene propugnata dal pedagogista Daniele Novara ed è riassumibile nella frase "Se uno studente prende prima 3, dopo 5 e poi 7, per me il voto a fine anno è 7". Qualora un discente a fine anno migliori nelle proprie competenze complessive, la media matematica è demotivante siccome tiene conto delle valutazioni precedenti, che però non rispecchiano le competenze del discente a fine anno. In particolare, se il discente si sente giudicato da errori passati ormai scomparsi, secondo la psicologia motivazionale sviluppa un blocco mentale che disincentiva a migliorare ulteriormente in una materia qualunque, inclusa una o più lingue straniere. Infatti, il suo progresso e il suo impegno durante il percorso complessivo viene scarsamente riconosciuto. La logica sommativa è dunque sostituita da una logica narrativa lungo il tempo; quest'ultima logica è in accordo con la teoria della mentalità della crescita (growth mindset) di Carol Dweck.
Il voto, siccome i corsi di lingua che puntano verso l'acquisizione non sono basati sullo studio verticale della grammatica e non testano la conoscenza delle regole astratte grammaticali, può basarsi sull'intelligibilità della produzione orale e/o scritta del discente (focus on meaning) invece che sulla correttezza della forma (focus on form). Specialmente quando il discente è appena uscito dalla fase del silenzio, un monologo pieno di errori e con frasi molto telegrafiche ma interamente intelligibile da parte del docente e di un ipotetico interlocutore nativo diventa dunque interamente accettabile. La pratica di correggere in base al tasso di intelligibilità è stata usata da Jeff McQuillan e Elizabeth Dupuy per assegnare il voto a dei Libri fatti a mano in francese come L2 e tale variabile è stata unita a quanto erano interessanti i testi prodotti. Pertanto, se un testo scritto o orale ha degli errori ma è intelligibile per 9/10 o al 90%, in partenza il voto finale in decimi è 9, che in trentesimi oscilla dal 27 al 28 (il voto si può approssimare per eccesso se il discente ha avuto una buona partecipazione e condotta in classe e se è stato assiduo nel fare i compiti, per cui la valutazione diventa olistica).
Un'altra pratica possibile in docimologia è l'uso della penna verde invece della penna rossa, per cui la penna verde segnala ciò che è corretto in un test ed è degno di menzione esplicita: il cambiamento di colore equivale a un cambiamento docimologico che apporta dei benefici psicologici ai discenti. La penna verde era già usata dal linguista Luca Serianni nella correzione degli elaborati. Le correzioni non necessariamente si possono limitare ai soli colori verde e rosso, siccome un docente può anche optare per usare più colori e/o la penna a più colori, cioè con un pulsante che permette di cambiare colore anche fino a 6 colori (più aumentano i colori, più aumentano le dimensioni della penna). La correzione con la penna verde è stata chiamata scherzosamente "correzione 2.0". Nell'ambito del focus on meaning, l'uso della penna verde è unificabile con l'analisi degli errori (Error Analysis) di Pit Corder nata in origine in contesto di ricerca: con la penna verde, in base sia alle parti corrette in un testo scritto sia agli errori che non rendono il testo inintelligibile, il docente segnala ciò che è stato acquisito e ciò che non è stato ancora acquisito. In rosso, si possono sottolineare solo le parti inintelligibili, dunque nemmeno ricostruibili a senso.

## Diversità e conflitti con altri metodi
Altri metodi glottodidattici non sono basati sulle scoperte della linguistica acquisizionale, per esempio perché sono nati prima dell'inizio degli studi sulla linguistica acquisizione delle L2.

### Metodo grammatica-traduzione
Il primo è detto "grammatica-traduzione" (grammar-translation), che deriva dall'approccio formalista (che a sua volta fa parte del macro-approccio tradizionale). Esso è nato intorno al Settecento ed era applicato allo studio del latino classico durante il suo periodo di decadenza come lingua franca in Europa a favore delle lingue moderne europee come il francese, per cui lo studio del latino si era ridotto a una ginnastica mentale. Il metodo grammatica-traduzione è basato sullo studio verticale delle regole grammaticali e delle frasi esempio, talvolta non spendibili nella vita reale. Lo studio delle regole astratte, che compone un syllabus (insieme di insegnamenti) inflessibile, interamente grammaticale e senza possibilità di personalizzazione, viene poi affiancato da attività di traduzioni di frasi e/o testi. Questo approccio di tipo deduttivo rispecchia l'apprendimento linguistico e non l'acquisizione linguistica di una L2 in quanto la lingua viene imparata studiando in modo cosciente le regole astratte retrostanti, a cui si affiancano le liste di eccezioni da imparare a memoria; questo metodo è usato da prima dell'inizio degli studi sull'acquisizione linguistica delle L2 e il suo esito finale è l'apprendimento linguistico, non l'acquisizione della lingua. In questo approccio, la visione del discente è di soggetto passivo e meramente ricevente/recettivo, mentre il docente è il soggetto dominante nella lezione ed è il depositario dell'intero sapere.
Solitamente, all'interno del metodo grammatica-traduzione, la prima fase in ordine cronologico all'interno di una lezione o di un modulo/unità didattica di apprendimento (UDA) è lo studio verticale di un gruppo di regole grammaticali astratte (rule-first approach) affiancato da alcune frasette-esempio a volte non spendibili nella vita reale e da liste di eccezioni (dunque delle occorrenze molto particolari) da imparare a memoria; dopodiché, la fase successiva include le liste di vocaboli da imparare a memoria affiancate dalla loro traduzione e categoria grammaticale; infine, si aggiunge la lettura di un breve monologo o dialogo che è funzionale a mostrare l'uso della regola astratta, per cui il contenuto grammaticale è sequenziato: una o più regole dominano il dialogo e l'intera lezione; i contenuti del dialogo sono predeterminati, non c'è personalizzazione, lo stile comunicativo del dialogo appare forzato, ingessato e incamiciato a causa del sequenziamento e dunque il discente presta tendenzialmente meno attenzione. A seguito della lettura delle frasette-esempio e del monologo o dialogo, la lezione è chiusa dai classici esercizi grammaticali sul libro di testo, che servono solo a testare la comprensione e memorizzazione delle regole astratte e attivare pesantemente quello che in linguistica acquisizionale delle L2 si chiama "monitor". La lezione solitamente avviene interamente in L1 e la grammatica stessa è insegnata con la L1, per cui l'input comprensibile già scarso è reso ancora più scarso. Solitamente viene forzata la produzione di output scritta e orale da parte dello studente, che ha ricevuto poco input e che ha il dovere di raggiungere troppo prematuramente la correttezza della forma nella senza nemmeno tenere in conto dell'ordine naturale di acquisizione. La parte teorica insegna regole che, in quanto cognitivamente complesse, non sono utilizzabili in modo rapido e snello nel monitor. Il metodo parte dal presupposto che i discenti capiscano e si ricordino perfettamente tutte le regole, cosa che realisticamente non è sempre possibile. Le lezioni, infine, non insegnano la gestione della conversazione e non sviluppano le capacità metacognitive degli studenti sul proprio percorso di acquisizione della L2 e, in generale, su come funziona l'acquisizione linguistica delle L2 e dunque la didattica acquisizionale.
Il metodo cognitive-code è largamente analogo a quello grammatica-traduzione. Il metodo grammatica-traduzione, pur essendo nato nel contesto dello studio di una lingua antica (il latino classico), oggi non è più necessariamente concepibile come ancorato alle lingue antiche siccome alcune pubblicazioni insegnano le lingue antiche seguendo un approccio naturale (e.g., Lingua Latina per se Illustrata di Hans Ørberg, pubblicato nel 1990).

### Metodo audio-linguistico
Il secondo è il metodo audio-linguistico (audio-lingual method), per cui la lezione inizia direttamente con un dialogo scritto che introduce dei vocaboli e strutture grammaticali; il dialogo viene reso comprensibile, commentato dal docente e fatto memorizzare ("mim-mem", da "mimic-memorize"). Il docente poi ritorna sullo studio delle strutture con dei drill orali per automatizzare il pattern. I drill sono esercizi che tipicamente consistono nella ripetizione, sostituzione di parole, trasformazione/manipolazione della frase e traduzione. Il metodo audio linguistico è stato creato da alcuni linguisti durante la Seconda Guerra Mondiale per formare membri dell'Esercito Statunitensi competenti nelle lingue straniere, in particolare quelle parlate nel Pacifico. In origine, le classi erano formate da 10 studenti, dunque da un numero contenuto di persone, e i dialoghi erano sempre basati su situazioni reali/tratte dalla vita quotidiana. La produzione orale precedeva la produzione scritta. I dialoghi erano scritti perché, se i discenti avessero preso appunti, avrebbero inventato un proprio sistema di trascrizione dei suoni perdendo tempo a correggerlo in un secondo momento.
Il metodo non è basato sulla linguistica acquisizionale delle L2, ma sull'approccio comportamentista in linguistica; a sua volta, deriva dal comportamentismo, che è una teoria originatasi prima dell'inizio degli studi sull'acquisizione delle L2 e nata nel contesto della psicologia (e non della linguistica teorica). L'enfasi sulle strutture linguistiche deriva in particolare da un'altra corrente, lo strutturalismo in linguistica, che a sua volta deriva dallo strutturalismo in psicologia; pertanto, l'enfasi sulle strutture è fondata su un concetto cardine che non è originario della linguistica e che non poggia sugli studi sull'acquisizione delle L2. L'input è comprensibile, tuttavia la difficoltà dei testi a volte è al di sopra del livello cognitivo dei discenti, che in primis è stabilito dall'età, i testi a volte trattano argomenti non motivanti per i discenti in quanto non sono personalizzati e la grammatica al loro interno è sequenziata sulla base del singolo topic grammaticale (ciò che Krashen chiama "la struttura del giorno", "the structure of the day"). Pertanto, i contenuti e lo stile comunicativo sono artificiali e ingessati. Il discente viene forzato a parlare e i drill potrebbero essere noiosi e ripetitivi, per cui anche per questi fattori si innalza il filtro affettivo; i drill potrebbero anche essere ripetuti senza essere capiti. Inoltre, le strutture vengono acquisite in tempi molto più lunghi che non sono accorciabili con l'uso di drill. I drill stessi non sono episodi comunicativi reali, per cui non comunicano messaggi reali. I dialoghi, siccome sono degli script fissati e non sono dialoghi veri e propri in tempo reale, non sempre insegnano le strategie per gestire la conversazione (conversational management). Non vengono insegnate capacità metacognitive e il metodo vira verso l'apprendimento, anche se sono usate le strategie induttive (lo studio della grammatica diventa una ricostruzione attraverso l'intuito in un contesto di problem-solving creativo).

### Metodo diretto
Il metodo diretto (Direct Method) invece si basa interamente sulla presentazione di frasi in lingua da cui, con l'induzione e il pensiero creativo, si fa intuire la regola grammaticale. Dunque, si fa spiegare ai discenti e solo dopo la spiegazione si passa al prossimo argomento. Anche il metodo diretto è focalizzato sull'apprendimento, con la differenza che non si parte subito con una spiegazione verticale di regole astratte (rule-first); peranto, è un metodo tradizionale. Inoltre, i contenuti non sono personalizzati, la grammatica è pesantemente sequenziata e il focus è sulla correttezza della forma (focus on form), il che può innalzare il filtro affettivo.

### Grammatica Trasformativa Applicata
Un altro metodo che non segue le scoperte nel campo dell'acquisizione linguistica è la grammatica trasformativa applicata (Applied Transformative Grammar, Applied TG). Questo metodo è basato su degli studi di sintassi e fonologia ma, secondo Krashen, è stato fallimentare in quanto la grammatica trasformativa è una teoria linguistica centrata però sulla competenza degli adulti, dunque su adulti già formati e esperti in una lingua. Dunque, in quanto teoria su un "prodotto", non è una teoria che appartiene al processo dell'acquisizione linguistica.

## Lo sviluppo della capacità metacognitiva

### La teoria della reattanza e problemi annessi
Lo sviluppo della capacità metacognitiva specificatamente nel contesto dell'acquisizione linguistica si riferisce alle attività che insegnano ai discenti di lingua straniera come funziona il generico processo di acquisizione di una qualunque L2 al mondo. Infatti, l'insegnamento delle basi della linguistica acquisizionale, secondo Krashen, sviluppa la consapevolezza e il pensiero critico dei discenti, con una serie di ricadute positive sul processo acquisizionale. Infatti, i discenti che conoscono le basi della linguistica acquisizionale (e possibilmente anche della didattica acquisizionale) conoscono in particolare la differenza tra apprendimento e acquisizione più l'ipotesi dell'input comprensibile, per cui si aprono maggiormente all'input comprensibile in classe e alle attività che coinvolgono l'esposizione a massicce dosi di input reso ottimale (e.g., reso comprensibile, motivante, pieno di ripetizioni, di difficoltà crescente, con una grammatica non sequenziata, suddiviso per argomenti di cui parlare, con caratteristiche notevoli messe in risalto, pronunciato a una velocità adatta al livello del discente...) e possono comprendere meglio il senso del metodo glottodidattico del docente. Inoltre, i discenti che conoscono le basi della disciplina sono capaci di ragionare sul proprio percorso di acquisizione in base ad esempio all'analisi degli errori, che mostrano cosa si è acquisito e cosa no, e possono scegliere meglio in autonomia le attività da fare per acquisire una lingua invece che apprenderla (e.g., come impostare le proprie sessioni di Free Voluntary Reading o di ripasso o come impostare l'acquisizione di una lingua già studiata attraverso l'apprendimento o completamente nuova da autodidatti). Queste ricadute positive possono abbattersi anche sul filtro affettivo, per cui la motivazione, l'autostima e la calma aumentano.
Tuttavia, Sternfeld discute come i discenti in un corso di lingua straniera si aspettino in partenza lo studio verticale delle regole grammaticali astratte e della loro applicazione tramite esercizi, pattern drill e correzioni esplicite di errori grammaticali. Pertanto, queste aspettative nate dall'esposizione all'approccio formalista e tradizionalista possono portare i discenti a rifiutare un approccio naturale e a chiudersi all'input comprensibile siccome l'approccio considerato migliore è quello formalista. Krashen ha discusso lo stesso problema e, come soluzione nel breve termine, ha proposto l'insegnamento delle basi della linguistica acquisizionale in primis per togliere il blocco mentale dei discenti verso l'input comprensibile e l'approccio naturale. Secondo la distinzione di Sternfeld (1985), dunque è necessaria l'educazione alle lingue straniere rispetto al mero training nella L2 siccome si insegnano in primis le basi della linguistica acquisizionale invece che limitarsi a trasmettere input comprensibile.
Quanto al metodo di insegnamento delle basi della linguistica acquisizionale (e dunque dello sviluppo della capacità metacognitiva in glottodidattica), Sternfeld è avverso all'insegnamento verticale della linguistica acquisizionale, anche se la spiegazione dedicata è breve, semplificata e seleziona solo i concetti base della materia: infatti, secondo la psicologia sociale, i concetti insegnati verticalmente possono essere rigettati dai discenti. Più nello specifico, la teoria della reattanza (reactance theory) di Brehm in psicologia sociale spiega come le critiche aspre e dirette e perfino delle comuni sollecitazioni, regole, raccomandazioni, critiche in buona fede, inviti e contro-argomentazioni possono essere percepite dall'interlocutore come una minaccia o limite alla propria libertà di comportamento. Per esempio, un cartello con scritto "Vietato entrare" potrebbe spingere una persona a entrare in un'area interdetta, per cui la teoria della reattanza spiega anche l'effetto boomerang e l'effetto Streisand quando si impongono divieti. Questa percezione porta alla reattanza, cioè una reazione (anche non totalmente consapevole) di demotivazione e chiusura per proteggere la propria libertà; la reattanza è presente sia nei bambini e adolescenti che negli adulti. Pertanto, l'insegnamento verticale della linguistica acquisizionale e lo scardinamento di pseudo-teorie appartenenti alla linguistica folk non rieducano o deprogrammano i discenti di qualunque età siccome il contenuto dell'insegnamento può essere vissuto come un divieto, una critica a un proprio modo di pensare e agire o un tentativo di persuasione e propaganda. Di conseguenza, il rigetto dell'approccio naturale resta invariato o aumenta ulteriormente.

### Strategie di sviluppo della capacità metacognitiva
Siccome l'insegnamento diretto e verticale della linguistica acquisizionale può innescare una reattanza nei discenti, Sternfeld ha proposto di iniziare il corso di L2 in classe con un approccio acquisizionale per creare intenzionalmente uno stato di dissonanza cognitiva nei discenti, cioè una situazione in cui le idee del discente entrano in contrasto con altre idee a cui si è esposti. Un esempio di situazione che scatena una dissonanza cognitiva è un discente che pensa che sia impossibile imparare una L2 senza lo studio pesante e verticale delle regole astratte grammaticali e gli esercizi di grammatica, salvo uscire a sorpresa dalla fase del silenzio. Dopodiché, si fanno discutere i discenti riguardo alla loro formazione di competenze linguistiche, alle problematiche ancora presenti e a fenomeni osservati (e.g., l'uscita dalla fase del silenzio, la presenza di errori, la riparazione di errori, i parallelismi tra il percorso di acquisizione di L1 e L2, l'aumento della motivazione e l'abbattimento dell'ansia verso le lingue straniere, il fatto che i non-infanti imparano più velocemente degli infanti); gli spunti di conversazione possono essere presi dai fenomeni che i discenti annotano in un diario personale in cui documentano con dei trafiletti discorsivi il proprio percorso e/o annotano il proprio stato d'animo e delle riflessioni che possono essere anche lunghe. Le annotazioni nel diario possono essere giornaliere e/o settimanali e possono essere caratterizzati da stati d'animo anche opposti e conflittuali o che nel tempo sono altalenanti. Le discussioni, siccome non sono pensate come una sessione di input comprensibile, possono avvenire nella L1 dei discenti e possono avvenire una volta a settimana e continuare anche per mesi. Da questa discussione diretta e interattiva con i discenti (che può anche contenere esperienze narrate sotto forma di storytelling resi coinvolgenti e interviste ai genitori), questi ultimi si rendono conto delle contraddizioni nel loro pensiero e/o nelle pseudo-teorie della linguistica folk (e.g., "Senza lo studio verticale di una sequenza di topic di grammatica e senza test di grammatica valutati con un punteggio, è impossibile imparare una lingua", "E' impossibile acquisire una lingua quando non si è più bambini piccoli") e imparano come l'attivazione della memoria procedurale sia superiore a quella dichiarativa. La discussione è anche il momento in cui la tensione causata dalla dissonanza cognitiva viene sciolta. La compilazione del diario, oltre a documentare avvenimenti e fenomeni, permette anche di ragionare in autonomia sul proprio percorso di acquisizione e di verbalizzare i propri stati d'animo (questa capacità di verbalizzazione è collegata al quoziente emotivo, QE).
Inoltre, i discenti sono già a conoscenza del fatto che qualcosa (incluso una lingua) si può imparare senza lo studio verticale, anche se ritengono lo studio verticale come il modo migliore a prescindere di conoscere qualcosa. Il concetto di imparare senza lo studio verticale è stato descritto in vari modi dai pedagogisti: observational learning (Bandura, 1977), incidental learning (Postman et al., 1956), discovery learning (Bruner, 1959), informal learning (Brown, 1977) e, in campo linguistico, "acquisizione linguistica" in riferimento alle lingue native e straniere. Ad esempio, un discente può avere imparato in modo duraturo delle parole in lingua straniere conversando con un amico straniero o ascoltando una canzone, oppure può essere a conoscenza di persone che hanno imparato una lingua straniera o migliorato le proprie competenze parlando con i nativi e leggendo/ascoltando molto; inoltre, tutti i discenti hanno imparato la propria L1 ricevendo in primis input comprensibile dai genitori. Questi dati di fatto e queste esperienze si possono discutere in classe per attaccare alcune credenze della linguistica folk: credere che non si possa imparare una L2 senza uno studio verticale ma sapere che si possano imparare elementi linguistici di L2 senza uno studio verticale (come peraltro avviene già in L1) sono due pensieri in contraddizione tra loro. Il secondo modo di imparare può essere accusato di non essere il "vero" modo di imparare, ma non esistono approcci "veri" o "falsi" o una "vera conoscenza della L2" contrapposta a una falsa conoscenza: la distinzione è tra apprendimento esplicito e implicito e tra conoscenza di L2 rispetto alla competenza in L2.

## La resistenza all'approccio naturale
La resistenza all'approccio naturale (a prescindere dal preciso metodo usato) nei discenti abituati a un approccio formalista provoca a catena un rifiuto dell'input comprensibile, per cui si attiva il filtro affettivo; in base a questa attivazione, in una stessa classe uno studente può acquisire con successo, mentre un altro può chiudersi all'input e non acquisire. La prima causa a monte è l'abitudine al solo approccio formalista, basato sullo studio verticale delle regole astratte grammaticali e delle liste di vocaboli, sul syllabus grammaticale e rigido, sulla segmentazione dei topic grammaticali, sugli esercizi che testano la grammatica pura e sui test di grammatica. La seconda causa a monte strettamente connessa alla prima è la mancanza di conoscenze nelle basi della linguistica acquisizionale e della didattica acquisizionale, oltre a una mancanza nella capacità metacognitiva che riguarda il proprio processo di acquisizione di una L2 qualunque. La soluzione a questo problema è stata discussa da Krashen e Sternfeld.
Tuttavia, possono sorgere altre problematiche durante il corso che si aggiungono a quelle presente a monte del corso. In primis, se in un corso di L2 basato sull'acquisizione che non appartiene alla scuola dell'obbligo non sono previsti test che quantificano a punti la correttezza grammaticale, i discenti possono sentirsi scoraggiati siccome sono abituati a quantificare la propria conoscenza attraverso un punteggio o un voto (e.g., 6/10, 18/30, "sufficiente"). Anche la presenza di valutazioni interamente qualitative e basate sulla competenza e intelligibilità dei propri messaggi è scoraggiante siccome non sono quantitative e non danno informazioni sulla correttezza grammaticale e sul livello di conoscenza delle regole astratte. Dopodiché, lo sviluppo di competenze e della capacità di farsi capire può frustrare i discenti siccome percepiscono che le proprie frasi contengono errori, per cui danno più peso agli errori che alla normalità di presenza di tali errori e all'intelligibilità di ciò che dicono. Siccome l'approccio naturale non si basa sul classico libro di testo, la mancanza del libro di testo come punto di riferimento fondamentale può confondere o provocare insicurezza nei discenti. Riguardo a un'altra problematica che sorge durante il corso, i discenti potrebbero demotivarsi e chiudersi all'acquisizione se ritengono che imparano troppo lentamente la lingua a causa del periodo del silenzio e della presenza in particolare di errori nelle prime fasi dell'interlingua, pure se gli errori sono naturali e non sempre rendono il proprio output inintelligibile. La falsa credenza di essere lenti deriva dall'applicazione del percorso rapido tipico dell'apprendimento a quello acquisizionale, più lento ma che va a formare le competenze e interviene sulla memoria procedurale, che è più forte e duratura della memoria dichiarativa. Questa falsa credenza può portare a individuare il docente e l'approccio naturale come la causa primigenia, anche quando un corso basato sull'acquisizione è ben pianificato e costruito.
Una soluzione nel breve termine per superare le resistenze dei discenti all'approccio naturale, che Krashen ha in secondo momento rigettato, è quella di ingannare i discenti insegnandogli le regole grammaticali con frasi comprensibili direttamente in L2. In tal modo, i discenti credono ingenuamente di imparare la lingua straniera attraverso l'esposizione alle regole grammaticali, quando in realtà secondo l'ipotesi dell'input comprensibile stanno acquisendo il contenuto grammaticale e lessicale delle frasi in L2 (e.g., se un discente impara l'italiano e il docente gli spiega in italiano la regola "In italiano, il verbo si trova dopo il soggetto", il discente non diventa fluente dopo che conosce la sintassi base, ma acquisisce le espressioni locative "in, dopo", l'uso dell'articolo determinativo maschile "il" e il verbo "si trova", che è anche uno degli Sweet 16 Verbs). Per quanto l'insegnamento della grammatica in lingua straniera possa esporre i discenti a input comprensibile, questa pratica usata come inganno dei studenti è stata rigettata siccome l'inganno può essere vissuto da loro in modo negativo nel momento in cui viene svelato, per cui il rapporto docente-studenti viene danneggiato e si innalza il filtro affettivo.
La seconda soluzione, che tuttavia è applicabile nel lungo termine e implica un atteggiamento passivo di fondo del docente, è quella di aspettare che avvenga un ricambio generazionale di studenti: la nuova generazione, se esposta direttamente a un approccio naturale, non svilupperà resistenze verso di esso. Tuttavia, questa soluzione parte dal presupposto che la cultura glottodidattica nel mentre evolva in contesto culturale e in contesto della scuola dell'obbligo grazie a una diffusione della conoscenza in merito all'acquisizione linguistica delle L2 e alla didattica acquisizionale.
La terza soluzione è quello dello sviluppo della capacità metacognitiva riguardo alle basi della scienza dell'acquisizione linguistica, soluzione che è stata ulteriormente sviluppata da Sternfeld.
Né Krashen né Sternfeld citano l'uso della psicologia inversa, che si basa sulla teoria della reattanza (e.g., dire "Non studiate l'acquisizione linguistica" per incuriosire i discenti sul tema).

### La resistenza alle attività di lettura
La resistenza all'attività di lettura mina la possibilità di adottare il Free Voluntary Reading (FVR) in particolare a casa, dunque in autonomia. Tipicamente, i discenti che provano resistenza a leggere ("reluctant readers", cioè "lettori riluttanti") sono cresciuti in famiglie povere, che dunque non avevano tanti libri in casa. Il fatto che i genitori siano avidi lettori migliora solo in parte il contesto di partenza. Questo contesto di partenza viene aggravato dalla carenza di libri nelle biblioteche scolastiche per varie ragioni, come la mancanza di spazi e di fondi pubblici per finanziare l'acquisto di libri, dagli orari di apertura delle biblioteche scolastiche ridotti sempre per vari motivi (e.g., mancanza di personale) e dal fatto che l'ambiente di lettura non è quieto e confortevole.
La soluzione per invogliarli a leggere e a beneficiare degli effetti nel lungo termine della lettura in L1 (e dunque potenzialmente anche in L2) è stata la presenza di una vasta biblioteca scolastica, comprendente alcune centinaia di testi, e di una vasta biblioteca pubblica in cui i discenti possono andare in autonomia o accompagnati dai genitori. La biblioteca scolastica nelle L2 si può arricchire anche con l'attività della creazione di Libri fatti a mano, mentre le biblioteche pubbliche sono visitabili sia in orario extrascolastico che scolastico se si pianifica un'uscita scolastica mensile in biblioteca; l'uscita scolastica è facilitata se la biblioteca pubblica è vicina alla scuola. Infine, la possibilità in capo al discente di scegliere letture motivanti (e dunque il Compelling Input) aumenta in lui la voglia di leggere. Infine, un ambiente quieto e confortevole di lettura (e.g., presenza di cuscini, sedie comode, tappeti e silenzio) migliora l'attività di lettura; anche la lettura sul letto della propria camera da letto rende la lettura più confortevole. Secondo gli studi di Lomax (1976) e Neuman (1986; 1995), i bambini a cui vengono lette le storie da piccoli è molto più facile che diventino dei lettori assidui; secondo Neuman, in particolare, i lettori assidui ascoltavano letture da parte dei genitori fin da sei mesi d'età prima di andare a dormire o prima di un pisolino. Un caso analogo è stato reperito riguardo agli studenti del college: gli studenti del college poco abituati a leggere sono stati sottoposti a sessioni di ascolto di un'ora per 13 settimane (poco più di 3 mesi). Gli autori selezionati erano Twain, Salinger, Poe e Thurber e venivano discussi insieme dopo la lettura. Non solo gli studenti hanno iniziato a leggere di più, ma hanno riportato dei punteggi migliori nei saggi finali di letteratura. Infine, le stesse attività in classe di lettura di storie in classe e discussione su quanto letto stimolano e incoraggiano i discenti a leggere di più per cui una prima mossa può essere proprio quella di leggere in modo espressivo una storia molto interessante e di difficoltà non eccessiva a casa o in classe in L2 e, se letta in classe (anche al primo giorno di lezione a sorpresa), discuterla in L1 o L2 in base alla lingua che i discenti si sentono più sicuri a usare nella discussione. Un libro può anche essere letto in classe nell'arco di più lezioni, dunque di alcune settimane, per cui è come se venisse suddiviso in puntate. Un testo fondamentale che riguarda la lettura ad alta voce e i suoi effetti benefici sui bambini è il "Read-Aloud Handbook" di Jim Trelease e Cyndi Giorgis.
L'ultima strategia, che Krashen indica come più adatta per i discenti più anziani, è proprio quella di insegnare a loro le basi della ricerca scientifica intorno alle attività di lettura volontaria (cioè di "Free Voluntary Reading"), per cui vengono illustrati i pregi e vantaggi dell'attività di lettura costante in L2 e L1; per usare le categorie di Sternfeld, dunque si pratica l'educazione alle lingue straniere e l'educazione alla lettura e non il mero training in L2 insieme al mero training nella lettura in L2. Per evitare il problema della reattanza, si può optare per insegnare tali pregi dopo l'ottenimento di un risultato positivo e tangibile e dunque nel momento in cui si forma una dissonanza cognitiva poi risulta con la discussione in classe, come ha già proposto Sternfeld in contesto di acquisizione linguistica. I compagni di scuola e amici hanno influenza sulle letture dei discenti, per cui i discenti talvolta leggono ciò che leggono i compagni e amici, anche arrivando a ignorare i propri gusti letterari. Anche i film basati per esempio su fumetti e manga spronano l'interesse verso la lettura. Il mondo editoriale fiorente perché non soggetto a censure da parte del potere politico fa il resto, siccome le pubblicazioni evitano di essere monotone a causa dell'auto-censura degli artisti. Le letture leggere, come quelle di fumetti e manga (peraltro corredati di immagini colorate che possono rendere il linguaggio più comprensibile), storie, teen romance e magazine, in un secondo momento possono portare a espandere i propri interessi e a approdare a letture più serie, complesse e diversificate come temi e livello linguistico, per cui non sono considerabili come "spazzatura" da parte degli adulti o come un rimpiazzo perenne di letture di altro tipo; inoltre, i fumetti in particolare possono aiutare i bambini con difficoltà di lettura in L1. Le ricompense esterne e incentivi (token, sorrisi e complimenti, voti alti) ai discenti che leggono possono essere lesive o inefficaci siccome l'attività non viene svolta per piacere (anche in stato di flusso) e/o per aumentare le competenze in L2 e L1, ma per una ricompensa esterna, per cui l'attività si interrompe se la ricompensa viene a mancare; inoltre, secondo Smith (1988), siccome l'attività è legata a una ricompensa, l'attività stessa viene interpretata dal lettore come una coercizione indiretta, dunque un'azione intrinsecamente negativa. In caso di distribuzione di ricompense, queste ultime possono essere assegnate a sorpresa invece che essere preannunciate. Le coercizioni (e.g., minacce, voti bassi, lamentele) sono perlopiù inutili.
Siccome una vasta parte della ricerca sulle abitudini di lettura e siccome "The Power of Reading" è stato ripubblicato come seconda edizione nel 2004, al tempo di queste pubblicazioni internet era ancora agli albori. Dunque, internet e la tecnologia eBook, se usate in modo corretto, possono fornire ulteriori letture ai discenti.